# Rabastens
Ne doit pas être confondu avec Rabastens-de-Bigorre.
Rabastens [ʁabastɛ̃s] est une commune française située dans l'ouest du département du Tarn, en région Occitanie. Sur le plan historique et culturel, la commune est dans le Gaillacois, un pays qui doit sa notoriété à la qualité de ses vins.
Exposée à un climat océanique altéré, elle est drainée par le Tarn, le ruisseau de Passe, le ruisseau d'Avignon, le ruisseau de Grouse, le ruisseau de la Saudrone, le ruisseau de Marguestal et par divers autres petits cours d'eau. La commune possède un patrimoine naturel remarquable : un site Natura 2000 (Les « vallées du Tarn, de l'Aveyron, du Viaur, de l'Agout et du Gijou ») et une zone naturelle d'intérêt écologique, faunistique et floristique.
Rabastens est une commune urbaine qui compte 5 801 habitants en 2022. Elle est dans l'agglomération de Rabastens et fait partie de l'aire d'attraction de Toulouse. Ses habitants sont appelés les Rabastinois ou  Rabastinoises.

## Géographie

### Localisation
Commune située sur le Tarn, entre Lisle-sur-Tarn et Saint-Sulpice-la-Pointe. Elle est la ville-centre d'une unité urbaine de l'aire d'attraction de Toulouse. Localisée dans le sud-ouest du département du Tarn, elle se situe à 36 km au nord-est de Toulouse et à 34 km au sud-ouest d'Albi.

### Communes limitrophes
Rabastens est limitrophe de sept autres communes.
Les communes limitrophes sont Salvagnac, Coufouleux, Grazac, Lisle-sur-Tarn, Loupiac, Mézens et Saint-Sulpice-la-Pointe.
|        | Salvagnac               | Lisle-sur-Tarn |
| Grazac | Rabastens               | Loupiac        |
| Mézens | Saint-Sulpice-la-Pointe | Coufouleux     |

### Géologie et relief
La superficie de la commune (6 629 hectares) en fait l'une des plus grandes du département. En 1834, le territoire est d'ailleurs amputé du hameau de Grazac qui est érigé en commune distincte.

### Hydrographie

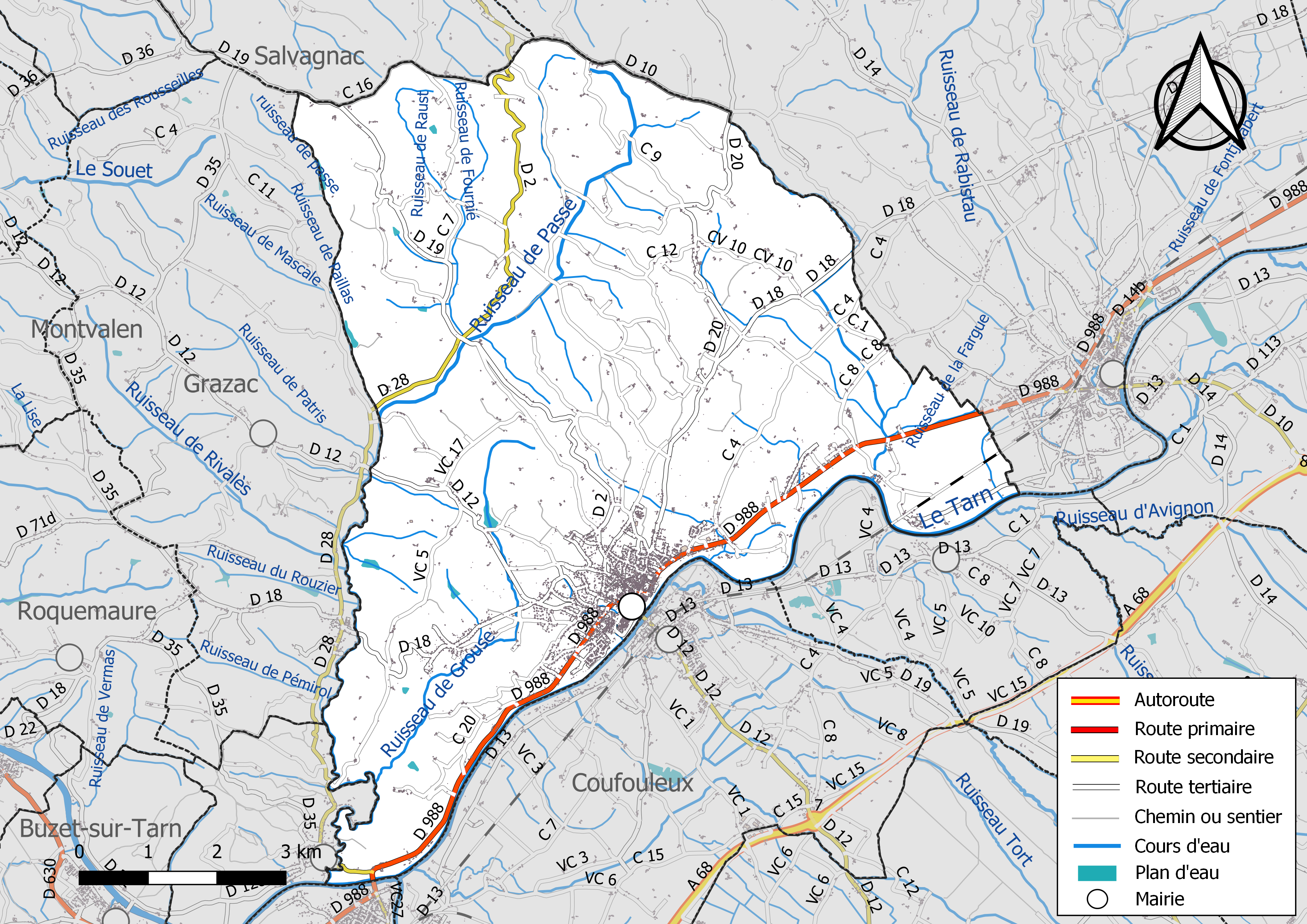
Réseaux hydrographique et routier de Rabastens.

La commune est dans le bassin de la Garonne, au sein du bassin hydrographique Adour-Garonne. Elle est drainée par le Tarn, le ruisseau de Passe, le ruisseau d'Avignon, le ruisseau de Grouse, le ruisseau de la Saudrone, le ruisseau de Marguestal, le ruisseau de Fournié, le ruisseau de Gaillagol, le ruisseau de Goutalès, le ruisseau de la Fargue, le ruisseau de la Tremège, le ruisseau de la Vidalès, le ruisseau de Mascale, le ruisseau de Paillas, et par divers petits cours d'eau, qui constituent un réseau hydrographique de 77 km de longueur totale,.
Le Tarn, d'une longueur totale de 380 km, prend sa source sur le mont Lozère, dans le nord de la commune du Pont de Montvert - Sud Mont Lozère en Lozère, et se jette dans la Garonne à Saint-Nicolas-de-la-Grave, en Tarn-et-Garonne.
Le ruisseau de Passe, d'une longueur totale de 11,7 km, prend sa source dans la commune de Mézens et s'écoule vers le sud. Il traverse la commune et se jette dans le Tarn sur le territoire communal, après avoir traversé 3 communes.

### Climat
Pour des articles plus généraux, voir Climat de l'Occitanie et Climat du Tarn.
En 2010, le climat de la commune est de type climat du Bassin du Sud-Ouest, selon une étude du Centre national de la recherche scientifique s'appuyant sur une série de données couvrant la période 1971-2000. En 2020, Météo-France publie une typologie des climats de la France métropolitaine dans laquelle la commune est exposée à un climat océanique altéré et est dans la région climatique Aquitaine, Gascogne, caractérisée par une pluviométrie abondante au printemps, modérée en automne, un faible ensoleillement au printemps, un été chaud (19,5 °C), des vents faibles, des brouillards fréquents en automne et en hiver et des orages fréquents en été (15 à 20 jours).
Pour la période 1971-2000, la température annuelle moyenne est de 13,5 °C, avec une amplitude thermique annuelle de 16,4 °C. Le cumul annuel moyen de précipitations est de 744 mm, avec 10,4 jours de précipitations en janvier et 5,4 jours en juillet. Pour la période 1991-2020, la température moyenne annuelle observée sur la station météorologique de Météo-France la plus proche, « Lavaur », sur la commune de Lavaur à 16 km à vol d'oiseau, est de 13,6 °C et le cumul annuel moyen de précipitations est de 701,8 mm. 
La température maximale relevée sur cette station est de 42,6 °C, atteinte le 23 août 2023 ; la température minimale est de −18 °C, atteinte le 17 janvier 1987,,.
Les paramètres climatiques de la commune ont été estimés pour le milieu du siècle (2041-2070) selon différents scénarios d'émission de gaz à effet de serre à partir des nouvelles projections climatiques de référence DRIAS-2020. Ils sont consultables sur un site dédié publié par Météo-France en novembre 2022.

### Milieux naturels et biodiversité

#### Réseau Natura 2000

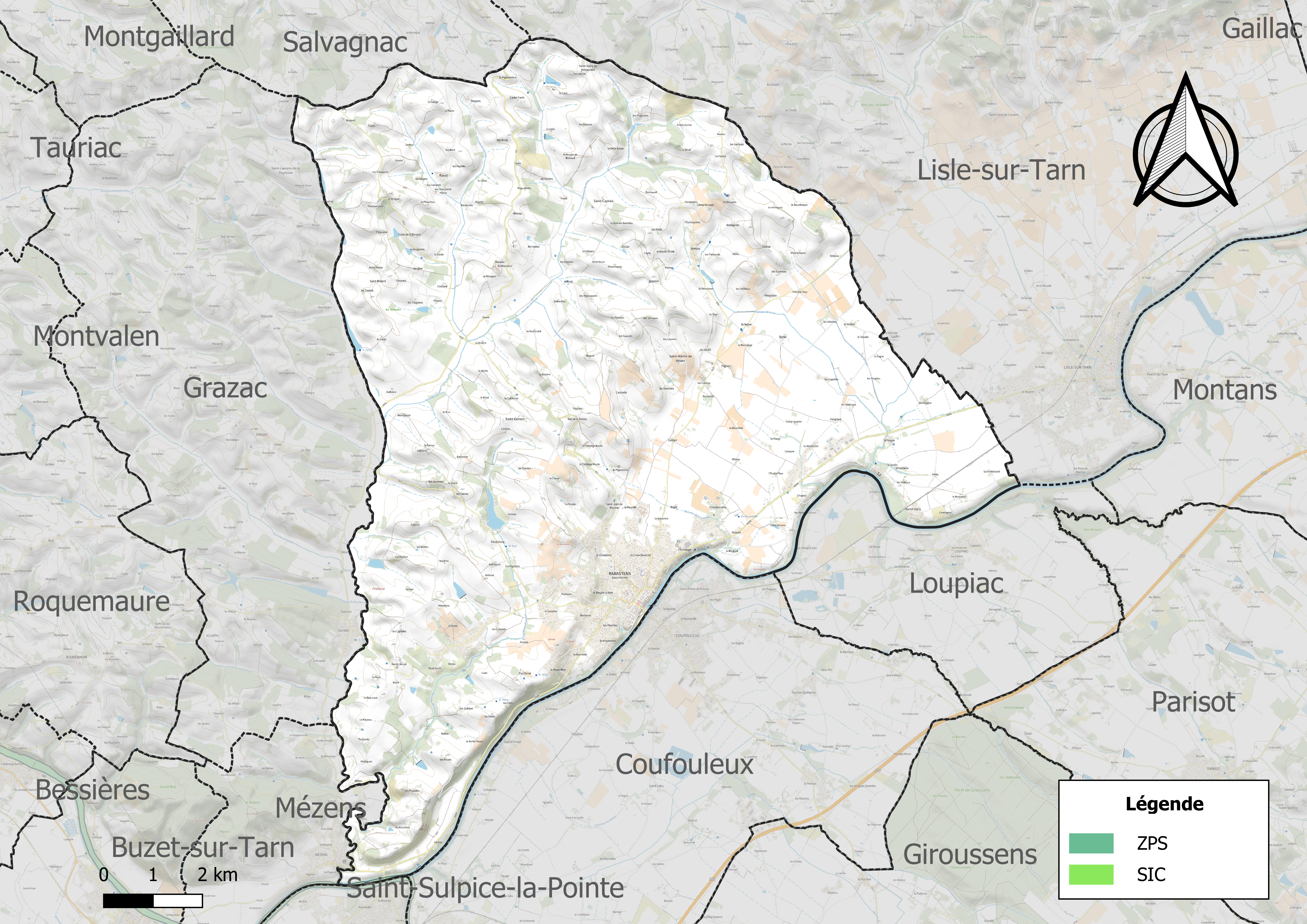
Site Natura 2000 sur le territoire communal.

Le réseau Natura 2000 est un réseau écologique européen de sites naturels d'intérêt écologique élaboré à partir des directives habitats et oiseaux, constitué de zones spéciales de conservation (ZSC) et de zones de protection spéciale (ZPS).
Un site Natura 2000 a été défini sur la commune au titre de la directive habitats : Les « vallées du Tarn, de l'Aveyron, du Viaur, de l'Agout et du Gijou », d'une superficie de 17 144 ha, s'étendant sur 136 communes dont 41 dans l'Aveyron, 8 en Haute-Garonne, 50 dans le Tarn et 37 dans le Tarn-et-Garonne. Elles présentent une très grande diversité d'habitats et d'espèces dans ce vaste réseau de cours d'eau et de gorges. La présence de la Loutre d'Europe et de la moule perlière d'eau douce est également d'un intérêt majeur.

#### Zones naturelles d'intérêt écologique, faunistique et floristique

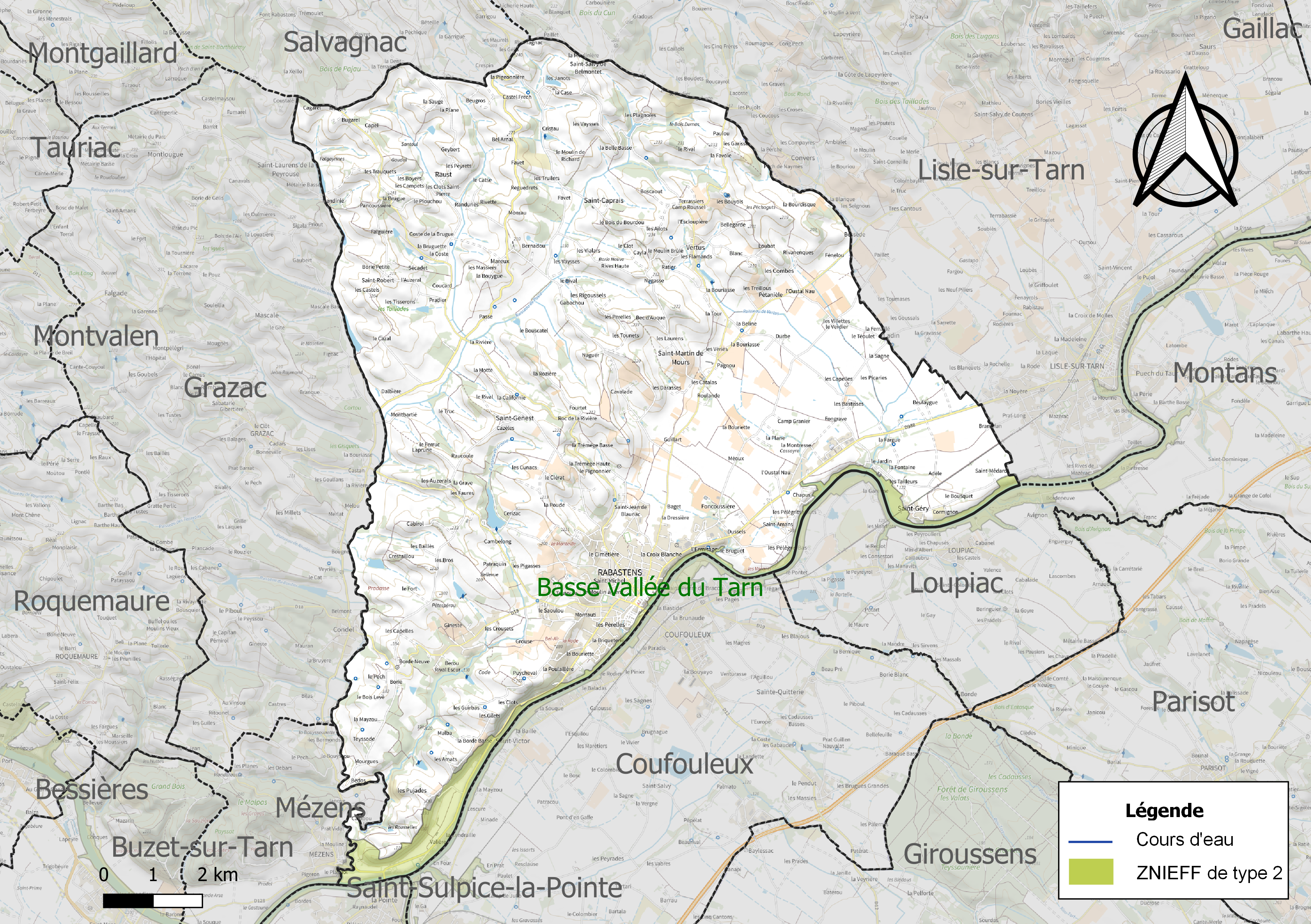
Carte de la ZNIEFF de type 2 localisée sur la commune.

L’inventaire des zones naturelles d'intérêt écologique, faunistique et floristique (ZNIEFF) a pour objectif de réaliser une couverture des zones les plus intéressantes sur le plan écologique, essentiellement dans la perspective d’améliorer la connaissance du patrimoine naturel national et de fournir aux différents décideurs un outil d’aide à la prise en compte de l’environnement dans l’aménagement du territoire.
Une ZNIEFF de type 2 est recensée sur la commune :
la « basse vallée du Tarn » (3 623 ha), couvrant 49 communes dont huit dans la Haute-Garonne, 20 dans le Tarn et 21 dans le Tarn-et-Garonne.

## Urbanisme

### Typologie
Au 1er janvier 2024, Rabastens est catégorisée petite ville, selon la nouvelle grille communale de densité à sept niveaux définie par l'Insee en 2022.
Elle appartient à l'unité urbaine de Rabastens, une agglomération intra-départementale regroupant deux  communes, dont elle est ville-centre,,. Par ailleurs la commune fait partie de l'aire d'attraction de Toulouse, dont elle est une commune de la couronne,. Cette aire, qui regroupe 527 communes, est catégorisée dans les aires de 700 000 habitants ou plus (hors Paris),.

### Occupation des sols
L'occupation des sols de la commune, telle qu'elle ressort de la base de données européenne d’occupation biophysique des sols Corine Land Cover (CLC), est marquée par l'importance des territoires agricoles (91,9 % en 2018), en diminution par rapport à 1990 (94 %). La répartition détaillée en 2018 est la suivante : 
terres arables (75,5 %), zones agricoles hétérogènes (13 %), zones urbanisées (4,4 %), cultures permanentes (3,4 %), forêts (2,6 %), eaux continentales (1,1 %), prairies (0,1 %). L'évolution de l’occupation des sols de la commune et de ses infrastructures peut être observée sur les différentes représentations cartographiques du territoire : la carte de Cassini (XVIIIe siècle), la carte d'état-major (1820-1866) et les cartes ou photos aériennes de l'IGN pour la période actuelle (1950 à aujourd'hui).

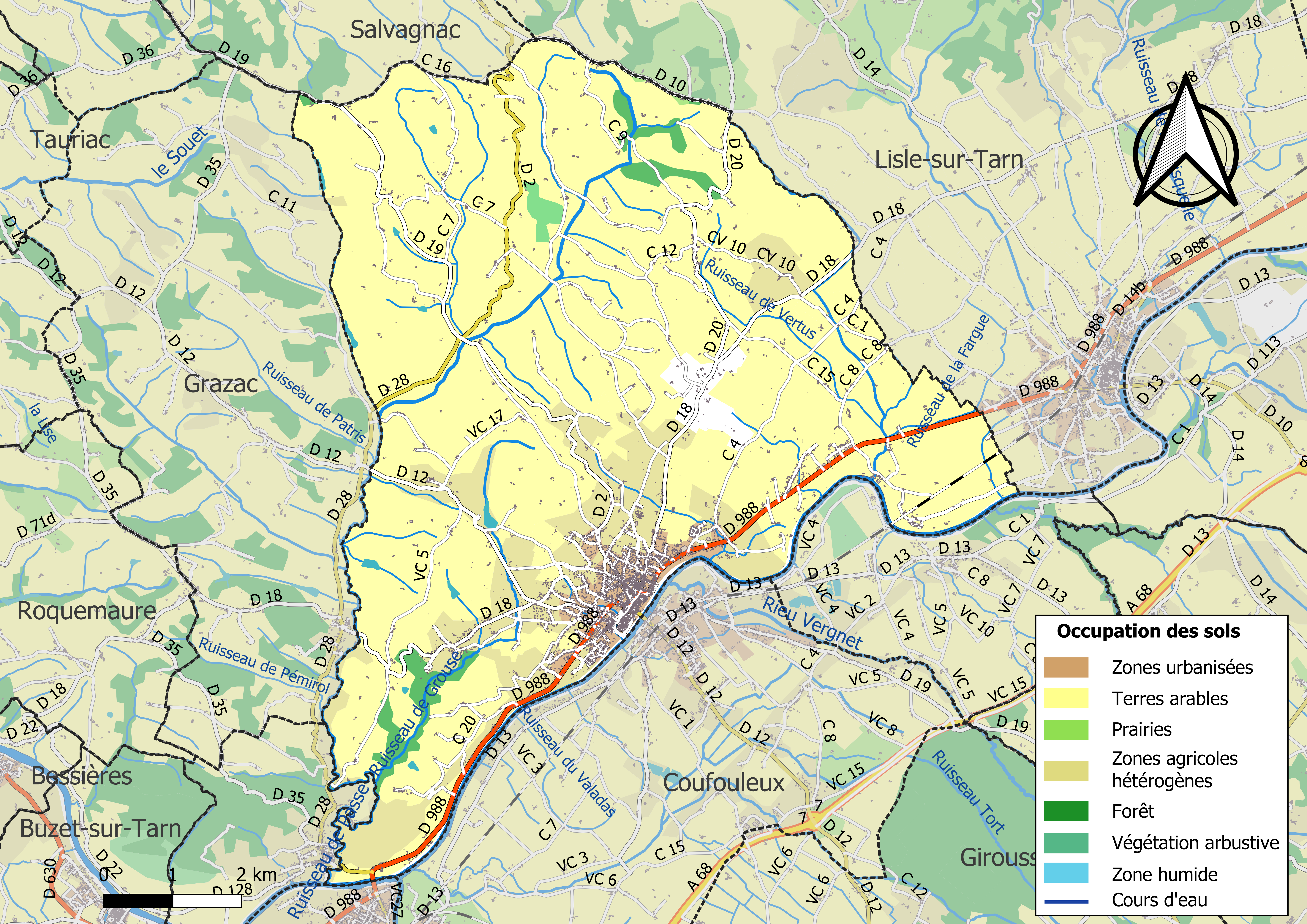
Carte des infrastructures et de l'occupation des sols de la commune en 2018 (CLC).

### Voies de communication et transports

#### Voies routières
Accès avec l'autoroute A68 et la route nationale 88.

#### Voies ferroviaires
La commune est desservie par la gare de Rabastens - Couffouleux. Celle-ci fait partie de la ligne de Brive-la-Gaillarde à Toulouse-Matabiau via Capdenac, Toulouse - Rodez via Albi, et Toulouse - Capdenac, via Tessonnières.

#### Transports en commun
La ligne 702 du réseau régional liO assure la desserte de la commune, en la reliant à Albi et à Saint-Sulpice-la-Pointe.

### Risques majeurs
Le territoire de la commune de Rabastens est vulnérable à différents aléas naturels : météorologiques (tempête, orage, neige, grand froid, canicule ou sécheresse), inondations, mouvements de terrains et séisme (sismicité très faible). Il est également exposé à deux risques technologiques, le transport de matières dangereuses et la rupture d'un barrage. Un site publié par le BRGM permet d'évaluer simplement et rapidement les risques d'un bien localisé soit par son adresse soit par le numéro de sa parcelle.

#### Risques naturels
Certaines parties du territoire communal sont susceptibles d’être affectées par le risque d’inondation par débordement de cours d'eau, notamment le Tarn et le ruisseau de Passé. La cartographie des zones inondables en ex-Midi-Pyrénées réalisée dans le cadre du XIe Contrat de plan État-région, visant à informer les citoyens et les décideurs sur le risque d’inondation, est accessible sur le site de la DREAL Occitanie. La commune a été reconnue en état de catastrophe naturelle au titre des dommages causés par les inondations et coulées de boue survenues en 1982, 1988, 1994, 1996, 2003 et 2014,.
Rabastens est exposée au risque de feu de forêt. En 2022, il n'existe pas de Plan de Prévention des Risques incendie de forêt (PPRif). Le débroussaillement aux abords des maisons constitue l’une des meilleures protections pour les particuliers contre le feu,.

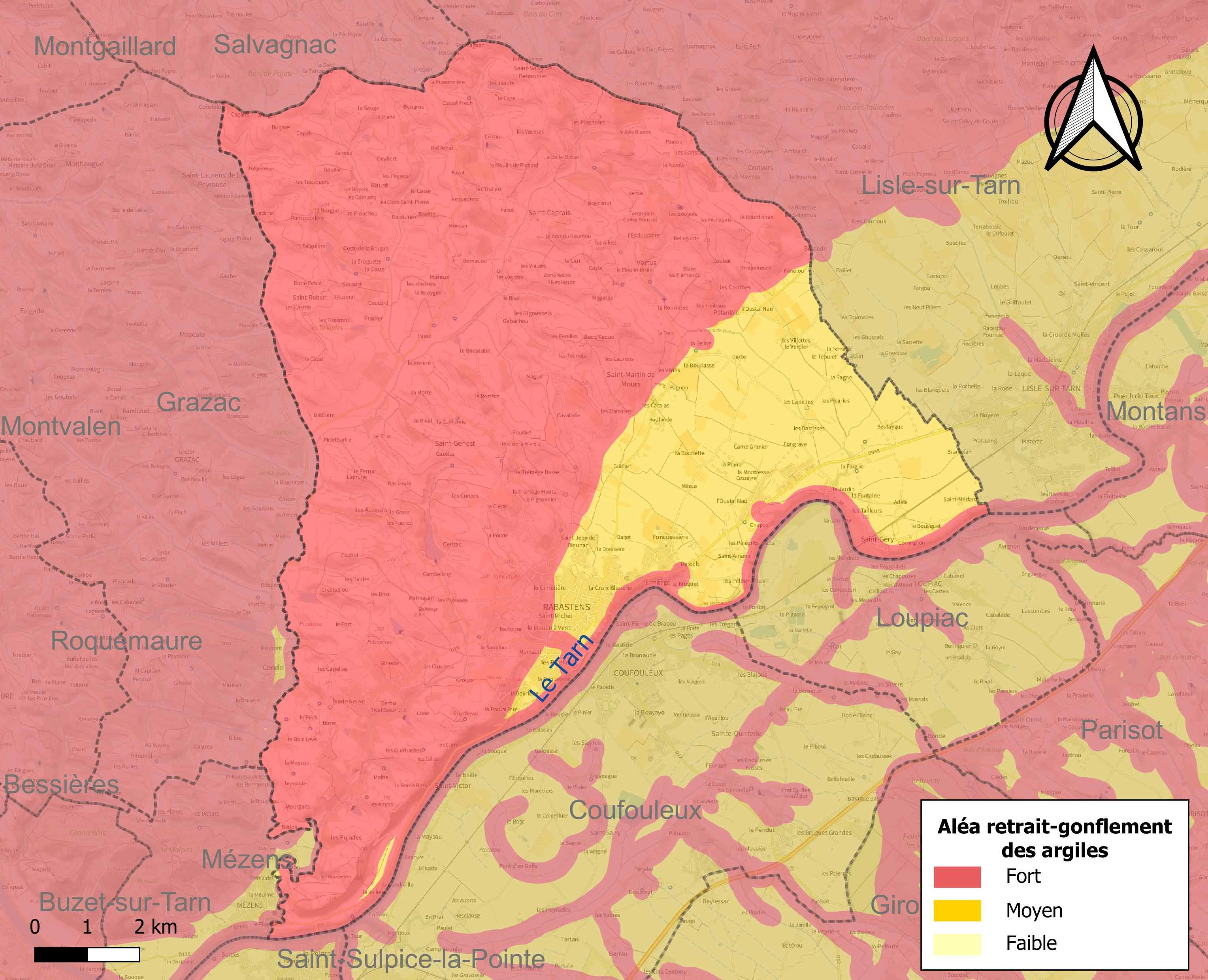
Carte des zones d'aléa retrait-gonflement des sols argileux de Rabastens.

La commune est vulnérable au risque de mouvements de terrains constitué principalement du retrait-gonflement des sols argileux. Cet aléa est susceptible d'engendrer des dommages importants aux bâtiments en cas d’alternance de périodes de sécheresse et de pluie. La totalité de la commune est en aléa moyen ou fort (76,3 % au niveau départemental et 48,5 % au niveau national). Sur les 2 381 bâtiments dénombrés sur la commune en 2019, 2 381 sont en aléa moyen ou fort, soit 100 %, à comparer aux 90 % au niveau départemental et 54 % au niveau national. Une cartographie de l'exposition du territoire national au retrait gonflement des sols argileux est disponible sur le site du BRGM,.
Par ailleurs, afin de mieux appréhender le risque d’affaissement de terrain, l'inventaire national des cavités souterraines permet de localiser celles situées sur la commune.
Concernant les mouvements de terrains, la commune a été reconnue en état de catastrophe naturelle au titre des dommages causés par la sécheresse en 1989, 1991, 1998, 2003, 2005, 2007, 2008, 2011 et 2017, par des mouvements de terrain en 2013 et 2015 et par des glissements de terrain en 1988.

#### Risques technologiques
Le risque de transport de matières dangereuses sur la commune est lié à sa traversée par des infrastructures routières ou ferroviaires importantes ou la présence d'une canalisation de transport d'hydrocarbures. Un accident se produisant sur de telles infrastructures est susceptible d’avoir des effets graves sur les biens, les personnes ou l'environnement, selon la nature du matériau transporté. Des dispositions d’urbanisme peuvent être préconisées en conséquence.
La commune est en outre située en aval d'un barrage de classe A. À ce titre elle est susceptible d’être touchée par l’onde de submersion consécutive à la rupture de cet ouvrage.

## Toponymie
Attestée sous les formes Rabastens en 1109, Rabastengcz en 1185. Il s'agit d'un anthroponyme germanique Ratgast (les Wisigoths occupaient la région au Ve siècle) suivi du suffixe d'appartenance -ing.

## Histoire

### Des origines antiques

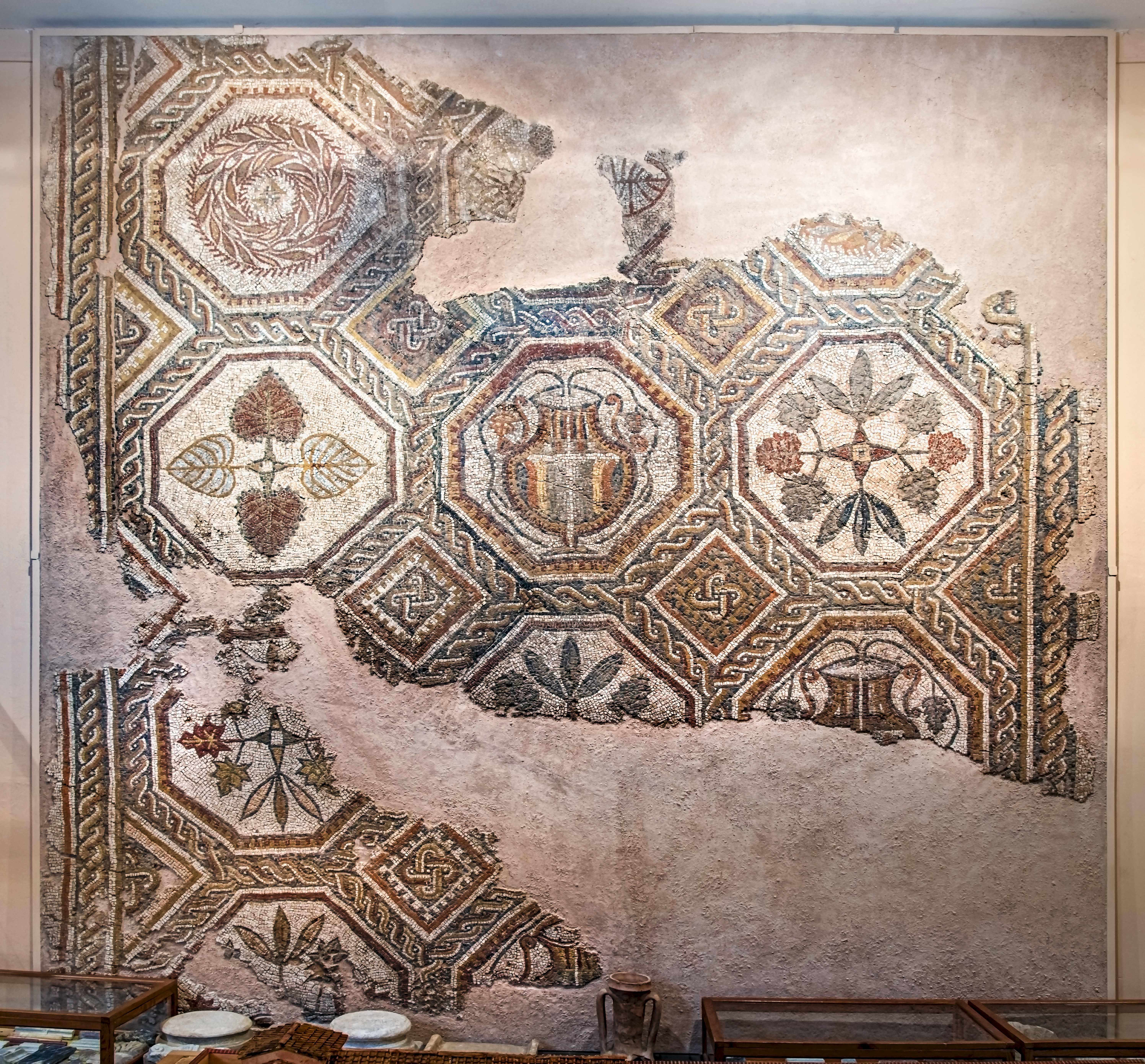
Mosaïque de la villa gallo-romaine de Las Peyras, Rabastens, musée du Pays rabastinois.

Dès l'Antiquité, les coteaux de Rabastens sont peuplés comme en témoignent les vestiges (découverts à 1 km de la ville) d'une ville gallo-romaine à Las Peiras. Une première campagne de fouilles, menée en 1840 par Gustave de Clausade livre une mosaïque et des tambours de colonnes en marbre sculptés de scènes hippiques (ceux-ci sont actuellement exposés au Musée Saint-Raymond de Toulouse). Une deuxième campagne de fouilles dans les années 1970 livre une splendide mosaïque exposée depuis au musée du pays Rabastinois. Les noms en « ens », dans la toponymie, laissent supposer une origine et une consonance germanique, et même wisigothique. L'hypothèse la plus vraisemblable sur la naissance de Rabastens est la suivante : les habitants de la villa gallo-romaine se seraient réfugiés sur l'éperon rocheux constitué par le ruisseau appelé depuis le Rotavolp et le Tarn au moment de l'arrivée des Wisigoths et la destruction de la villa. Le refuge constitue petit à petit le premier castrum, quartier appelé aujourd'hui le Château. Le castrum permet de contrôler un gué sur la route de Toulouse-Lyon.

### La croisade des Albigeois
Au début du XIIe siècle, la cité est dirigée par une co-seigneurie. La famille de Rabastens est proche des comtes de Toulouse : Raymond de Rabastens est évêque de Toulouse de 1200 à 1205 et Pierre Raymond fait partie du conseil de Raymond VI.
En 1210, les co-seigneurs abandonnent leurs droits de justice au comte de Toulouse qui protège les habitants. Il leur attribue libertés et privilèges.
Situé à proximité du Lauragais, épicentre du catharisme, Rabastens a la réputation d’être un « nid d’hérétiques ».
La fidélité de Rabastens envers les comtes de Toulouse, surtout de Pelfort de Rabastens, va lui coûter cher. En application du traité de Paris de 1229, la cité est contrainte de détruire ses fortifications à la suite de la Croisade des albigeois. La cité devient un consulat au cours de cette période.

### La prospérité

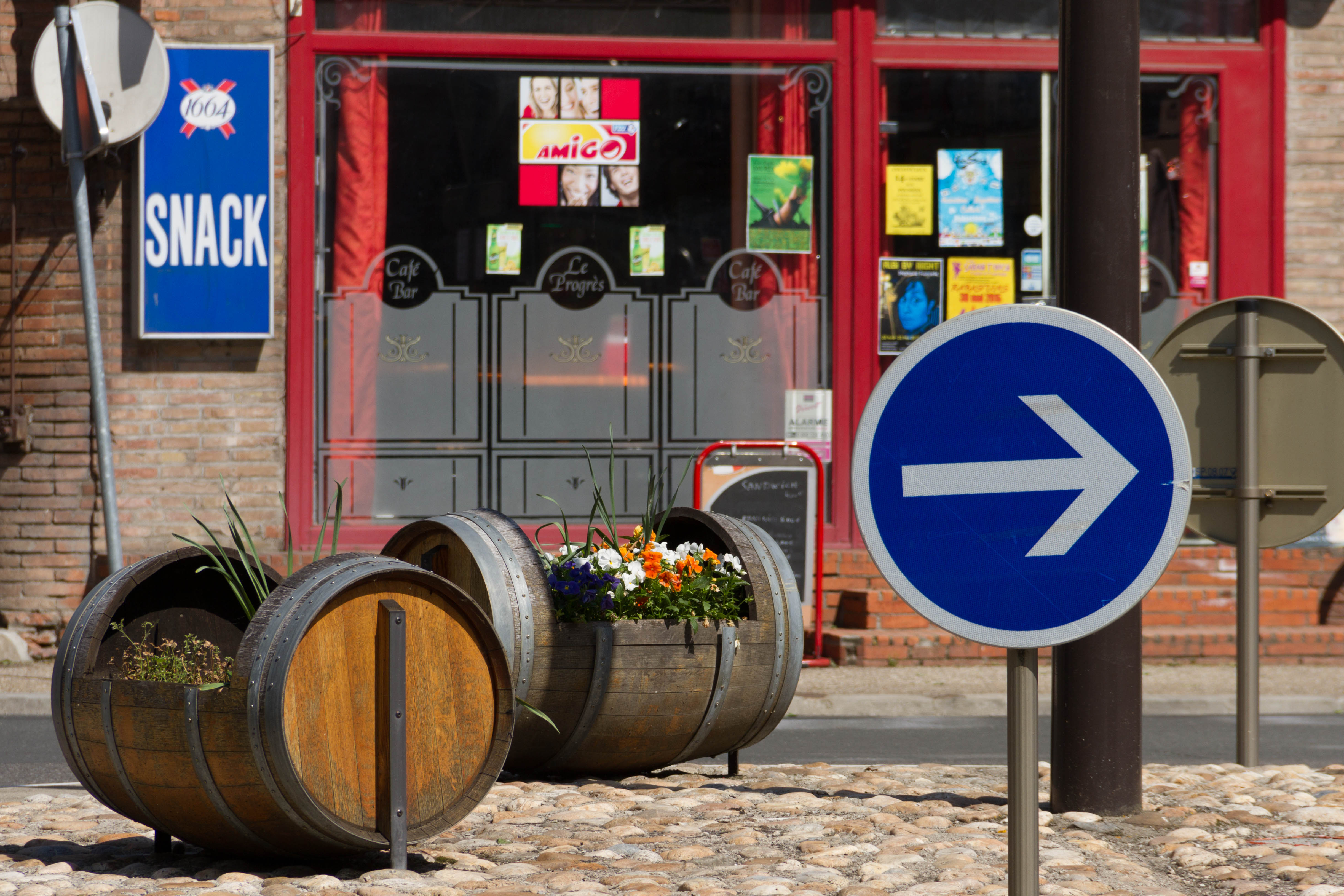
Rond-point du centre-ville de Rabastens avec des tonneaux, hommage au vignoble de Gaillac.

La paix revenue, Rabastens connaît une fin du XIIIe siècle prospère grâce à son vignoble, alors le plus vaste du Gaillacois. La qualité du vin de Rabastens est estimée. Les gabares, bateaux à fond plat, descendent le Tarn avec des tonneaux de Rabastens jusqu'à Bordeaux. À cette époque, l'urbanisme se développe selon le plan des « bastides ». La cité de Rabastens s'organise donc autour du Borg Meja (Bourg Moyen).
L'église Notre-Dame du Bourg est édifiée entre 1230 et 1260 à l'initiative des moines bénédictins de Moissac, présents au prieuré au XIIe siècle. Elle comporte une vaste nef unique, rectangulaire, à quatre travées voûtées d'ogives et entièrement en briques selon le modèle de la cathédrale Saint-Étienne de Toulouse. Au XIVe siècle, le prieur Bernard Latour décide d'ajouter à la nef un chœur polygonal. Étant située sur la route des pèlerinages du Puy-en-Velay à Saint-Jacques-de-Compostelle, l'église va s'embellir.
La ville de Rabastens était une ville étape pour les pèlerins comme en témoignent l'hôpital Saint-Jacques et le patrimoine jacquaire de la ville.

### La guerre de Cent Ans
Quelques années avant le début de la guerre de Cent Ans (1337), les pastoureaux s'en prennent aux communautés juives.
En 1381, plusieurs milliers d'hommes sont massacrés dans les murs de Rabastens par Gaston Febus, comte de Foix et du Béarn. C'est cette vision qui aurait déclenché les révélations de Constance de Rabastens. Les ravages de la peste noire en 1348 vont s'ajouter à la guerre.

### La Renaissance (XVIesiècle)
En 1450, c'est la fin de la guerre de Cent Ans. La culture du pastel, plante tinctoriale, permettant d'obtenir des bleus très stables, fait la prospérité de l'Albigeois et du Lauragais. Le pastel fait l'objet d'un commerce important en Europe et fait la fortune des négociants albigeois qui se font construire de beaux hôtels particuliers.
L'indigo, plus économique, le remplace au XVIe siècle.
En 1561, lors de la première guerre de religion, les protestants s'emparent de Rabastens et tuent plusieurs franciscains. En juillet 1570, les troupes de Blaise de Montluc massacrent la garnison protestante. Le massacre de la Saint-Barthélemy (24 août 1572 à Paris) se répète à Rabastens bien après le 24 août et des protestants sont massacrés le 5 octobre.
Une épidémie de peste affaiblit la population en 1631. Pour isoler la ville, les pestiférés sont logés dans le faubourg de Murel, ou quartier des pestiférés.
Au cours des siècles, les riches marchands ont gravi l'échelle sociale. Aux XVIIe et XVIIIe siècles, ils deviennent « avocats et conseillers du roi » au Parlement de Toulouse et parfois capitouls. Ils sont anoblis et entretiennent ou construisent de riches demeures à Rabastens.
Au début du XIXe siècle, Rabastens prend son aspect actuel : les fossés sont comblés progressivement pour constituer la promenade des Lices, un pont suspendu est construit sur le Tarn en 1835 et la façade de Notre-Dame du Bourg est achevée avec l'adjonction d'une deuxième tour.
La tradition artisanale demeure avec les tisserands et cordonniers du Moyen Âge. Ils cèdent la place aux ébénistes et fabricants de meubles.
La cave coopérative créée en 1953 dynamise l'économie de Rabastens.

### Époque contemporaine
Un camp de rassemblement situé à 1 ou 2 kilomètres au nord de la ville a abrité des réfugiés polonais déportés de la Pologne en Alsace par les Allemands après la Libération. Plus de 270 personnes dont 150 enfants étaient logés dans une douzaine de baraques,,.

## Héraldique
| Blason de Rabastens | Les armes de Rabastens se blasonnent ainsi : Tiercé en fasce : au premier d'azur à trois fleurs de lys d'or, au deuxième de gueules à la croix cléchée vidée et pommetée de douze pièces d'or, au troisième de sable à trois raves d'argent. |

## Politique et administration

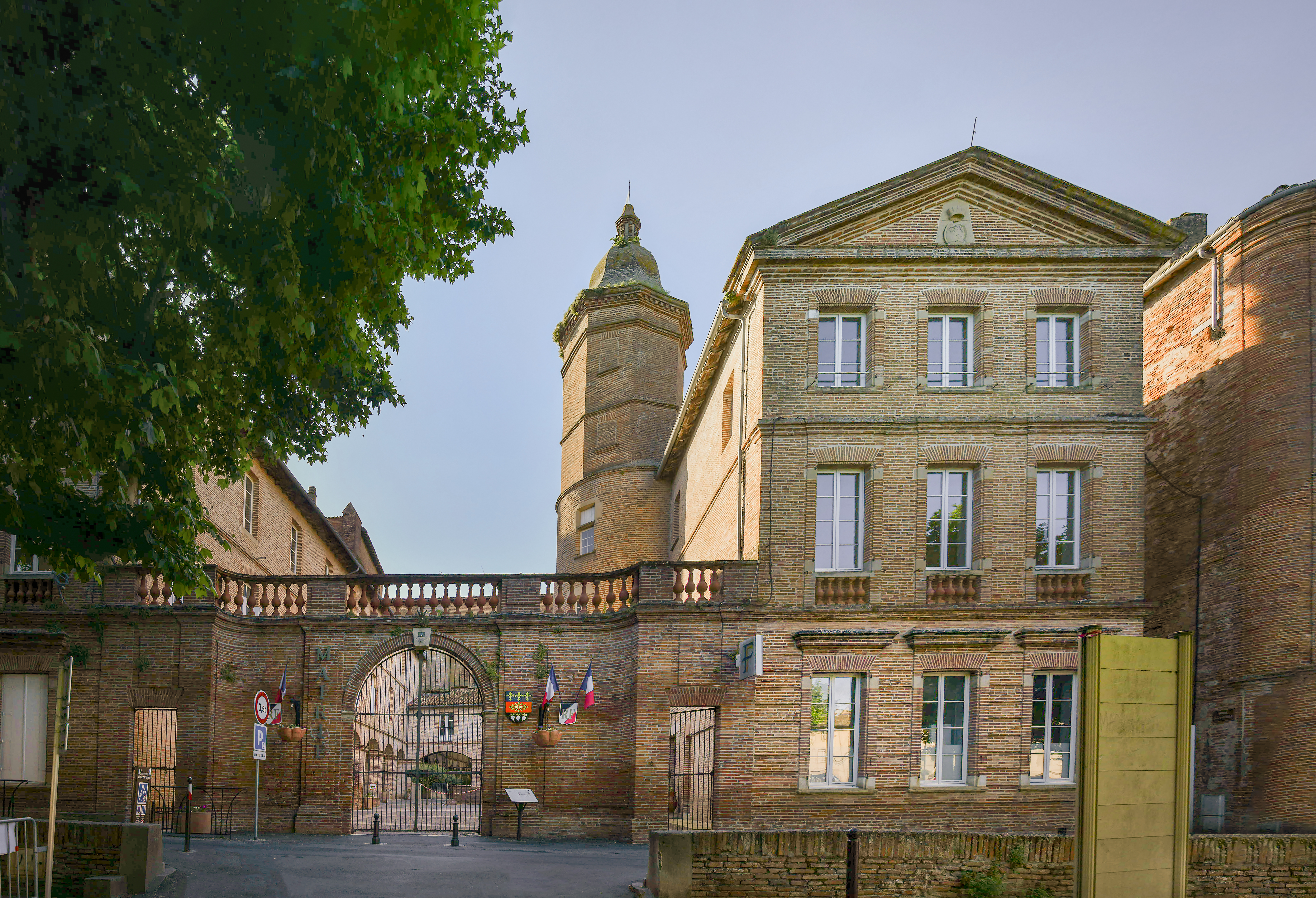
L'hôtel de ville.

### Administration municipale
Le nombre d'habitants au recensement de 2011 étant compris entre 5 000 habitants et 9 999 habitants au dernier recensement, le nombre de membres du conseil municipal est de vingt neuf,.

## Population et société

### Démographie
L'évolution du nombre d'habitants est connue à travers les recensements de la population effectués dans la commune depuis 1793. Pour les communes de moins de 10 000 habitants, une enquête de recensement portant sur toute la population est réalisée tous les cinq ans, les populations de référence des années intermédiaires étant quant à elles estimées par interpolation ou extrapolation. Pour la commune, le premier recensement exhaustif entrant dans le cadre du nouveau dispositif a été réalisé en 2004.

En 2022, la commune comptait 5 801 habitants, en évolution de +4,24 % par rapport à 2016 (Tarn : +2,52 %, France hors Mayotte : +2,11 %).
| 1793  | 1800  | 1806  | 1821  | 1831  | 1836  | 1841  | 1846  | 1851  |
| ----- | ----- | ----- | ----- | ----- | ----- | ----- | ----- | ----- |
| 5 930 | 6 076 | 6 330 | 6 872 | 6 966 | 5 677 | 5 794 | 5 426 | 5 551 |

| 1856  | 1861  | 1866  | 1872  | 1876  | 1881  | 1886  | 1891  | 1896  |
| ----- | ----- | ----- | ----- | ----- | ----- | ----- | ----- | ----- |
| 5 419 | 5 441 | 5 391 | 5 317 | 5 161 | 5 093 | 4 985 | 4 788 | 4 821 |

| 1901  | 1906  | 1911  | 1921  | 1926  | 1931  | 1936  | 1946  | 1954  |
| ----- | ----- | ----- | ----- | ----- | ----- | ----- | ----- | ----- |
| 4 593 | 4 553 | 4 249 | 3 622 | 3 858 | 3 866 | 3 819 | 3 892 | 4 012 |

| 1962  | 1968  | 1975  | 1982  | 1990  | 1999  | 2004  | 2006  | 2009  |
| ----- | ----- | ----- | ----- | ----- | ----- | ----- | ----- | ----- |
| 4 133 | 4 307 | 4 182 | 3 806 | 3 825 | 4 176 | 4 621 | 4 747 | 4 965 |

| 2014  | 2019  | 2022  | - | - | - | - | - | - |
| ----- | ----- | ----- | - | - | - | - | - | - |
| 5 394 | 5 713 | 5 801 | - | - | - | - | - | - |

| selon la population municipale des années : | 1968 | 1975 | 1982 | 1990 | 1999 | 2006 | 2009 | 2013 |
| Rang de la commune dans le département      | 12   | 12   | 12   | 12   | 12   | 12   | 12   | 12   |
| Nombre de communes du département           | 326  | 324  | 324  | 324  | 324  | 323  | 323  | 323  |

### Enseignement
Rabastens fait partie de l'académie de Toulouse (Zone C).
La ville compte quatre établissements scolaires : 
- Deux écoles primaires : l'école primaire publique Elie Aymeric aujourd’hui Las Peyras[48] et l'école primaire privée Puységur la Fite[49] ;
- Deux collèges : le collège public Gambetta[50] et le collège privé Puységur[49].

### Santé
Maison de retraite type EHPAD, centre médical,

### Culture et festivités
Rabastens accueille deux marchés tous les samedis et les mardis matin, centre de loisirs, cinéma, médiathèque, camping,

### Sports
14e étape du Tour de France 2017, dojo, rugby à XV, boulodrome, gymnase, piscine,

### Écologie et recyclage
La collecte et le traitement des déchets des ménages et des déchets assimilés ainsi que la protection et la mise en valeur de l'environnement se font dans le cadre de la Gaillac Graulhet Agglomération.

## Économie

### Revenus
En 2018, la commune compte 2 455 ménages fiscaux, regroupant 5 781 personnes. La médiane du revenu disponible par unité de consommation est de 21 940 € (20 400 € dans le département). 47 % des ménages fiscaux sont imposés (42,8 % dans le département).

### Emploi
|                | 2008  | 2013  | 2018  |
| -------------- | ----- | ----- | ----- |
| Commune        | 7,3 % | 9,1 % | 9,2 % |
| Département    | 8,2 % | 9,9 % | 10 %  |
| France entière | 8,3 % | 10 %  | 10 %  |

En 2018, la population âgée de 15 à 64 ans s'élève à 3 329 personnes, parmi lesquelles on compte 79,9 % d'actifs (70,7 % ayant un emploi et 9,2 % de chômeurs) et 20,1 % d'inactifs,. Depuis 2008, le taux de chômage communal (au sens du recensement) des 15-64 ans est inférieur à celui de la France et du département.
La commune fait partie de la couronne de l'aire d'attraction de Toulouse, du fait qu'au moins 15 % des actifs travaillent dans le pôle,. Elle compte 1 277 emplois en 2018, contre 1 248 en 2013 et 1 370 en 2008. Le nombre d'actifs ayant un emploi résidant dans la commune est de 2 383, soit un indicateur de concentration d'emploi de 53,6 % et un taux d'activité parmi les 15 ans ou plus de 58,4 %.
Sur ces 2 383 actifs de 15 ans ou plus ayant un emploi, 643 travaillent dans la commune, soit 27 % des habitants. Pour se rendre au travail, 79,6 % des habitants utilisent un véhicule personnel ou de fonction à quatre roues, 9,3 % les transports en commun, 6 % s'y rendent en deux-roues, à vélo ou à pied et 5,2 % n'ont pas besoin de transport (travail au domicile).

### Activités hors agriculture

#### Secteurs d'activités
547 établissements sont implantés  à Rabastens au 31 décembre 2019. Le tableau ci-dessous en détaille le nombre par secteur d'activité et compare les ratios avec ceux du département,.
| Secteur d'activité                                                                                        | Commune | Commune | Département |
| Secteur d'activité                                                                                        | Nombre  | %       | %           |
| --- | ------- | ------- | ----------- |
| Ensemble                                                                                                  | 547     | 100 %   | (100 %)     |
| Industrie manufacturière, industries extractives et autres                                                | 63      | 11,5 %  | (13 %)      |
| Construction                                                                                              | 57      | 10,4 %  | (12,5 %)    |
| Commerce de gros et de détail, transports, hébergement et restauration                                    | 120     | 21,9 %  | (26,7 %)    |
| Information et communication                                                                              | 13      | 2,4 %   | (2,1 %)     |
| Activités financières et d'assurance                                                                      | 17      | 3,1 %   | (3,3 %)     |
| Activités immobilières                                                                                    | 25      | 4,6 %   | (4,2 %)     |
| Activités spécialisées, scientifiques et techniques et activités de services administratifs et de soutien | 94      | 17,2 %  | (13,8 %)    |
| Administration publique, enseignement, santé humaine et action sociale                                    | 108     | 19,7 %  | (15,5 %)    |
| Autres activités de services                                                                              | 50      | 9,1 %   | (9 %)       |

Le secteur du commerce de gros et de détail, des transports, de l'hébergement et de la restauration est prépondérant sur la commune puisqu'il représente 21,9 % du nombre total d'établissements de la commune (120 sur les 547 entreprises implantées  à Rabastens), contre 26,7 % au niveau départemental.

#### Entreprises et commerces
Les cinq entreprises ayant leur siège social sur le territoire communal qui génèrent le plus de chiffre d'affaires en 2020 sont : 
- Lavira, supermarchés (10 478 k€) ;
- Auto Sport Promotion, autres activités liées au sport (6 436 k€) ;
- Source Et Ressources SARL, autres commerces de détail alimentaires en magasin spécialisé (765 k€) ;
- Société De Récuperation De Chiffons Européens - Srce, récupération de déchets triés (753 k€) ;
- Evasion, commerce de gros (commerce interentreprises) d'autres produits intermédiaires (237 k€).

### Agriculture
La commune est dans le Gaillacois, une petite région agricole au sous-sol argilo-graveleux et/ou calcaire dédiée à la viticulture depuis plus de 2000 ans, située dans le centre-ouest du département du Tarn. En 2020, l'orientation technico-économique de l'agriculture  sur la commune est la polyculture et/ou le polyélevage.
|               | 1988  | 2000  | 2010  | 2020  |
| ------------- | ----- | ----- | ----- | ----- |
| Exploitations | 159   | 98    | 78    | 65    |
| SAU (ha)      | 5 717 | 5 602 | 5 287 | 5 172 |

Le nombre d'exploitations agricoles en activité et ayant leur siège dans la commune est passé de 159 lors du recensement agricole de 1988  à 98 en 2000 puis à 78 en 2010 et enfin à 65 en 2020, soit une baisse de 59 % en 32 ans. Le même mouvement est observé à l'échelle du département qui a perdu pendant cette période 58 % de ses exploitations,. La surface agricole utilisée sur la commune a également diminué, passant de 5 717 ha en 1988 à 5 172 ha en 2020. Parallèlement la surface agricole utilisée moyenne par exploitation a augmenté, passant de 36 à 80 ha.

## Culture locale et patrimoine

### Culture locale

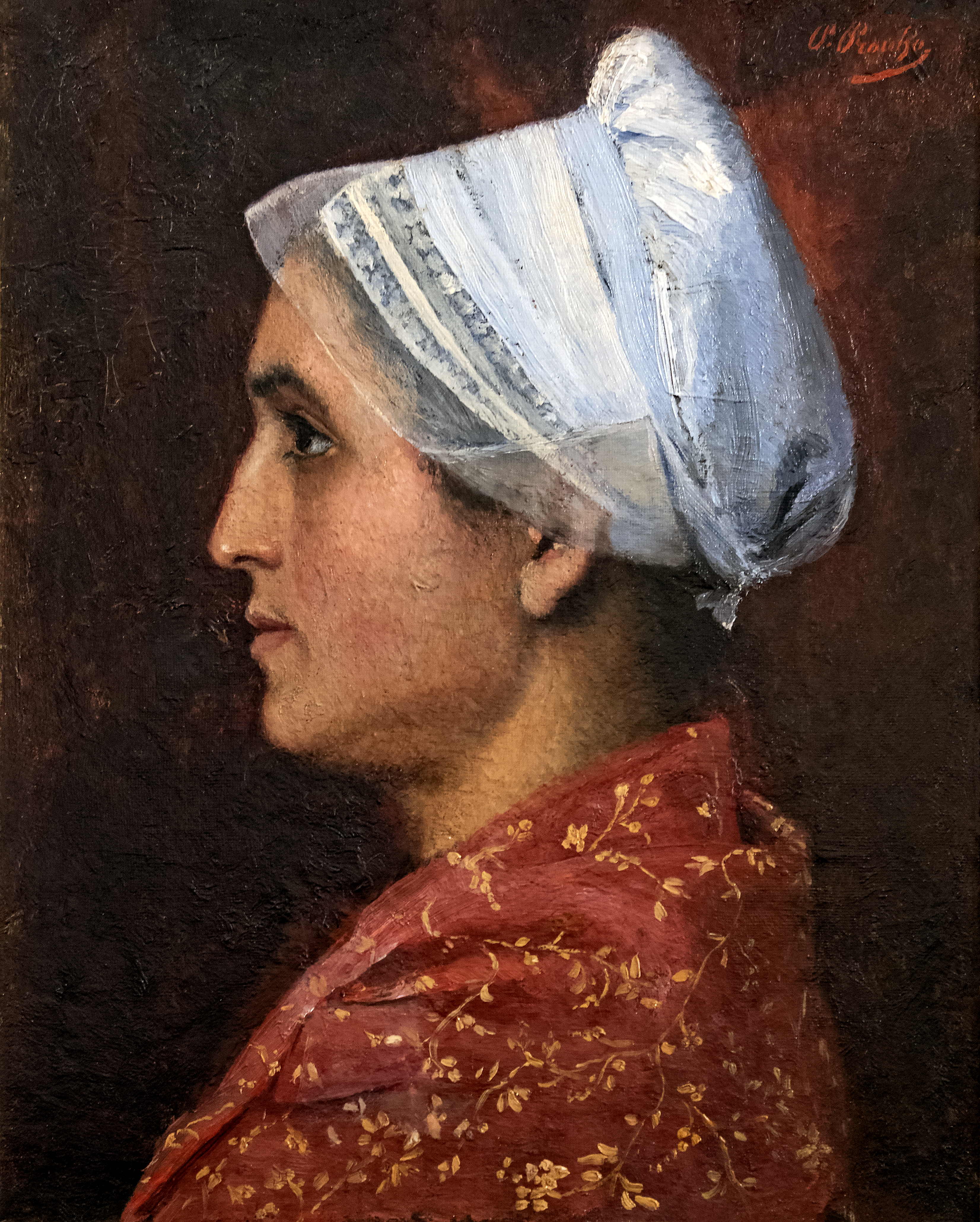
Paul Prouho, Une Rabastinoise avec “Lo Nébadis”, Rabastens, musée du Pays rabastinois.

Jusqu'au début du XXe siècle, une coiffe spécifique dite Lo Nébalis (littéralement « l’enneigé ») était portée par les femmes du pays. Le peintre Paul Prouho en a fixé l'image dans un tableau conservé au musée du Pays rabastinois.

### Lieux et monuments
- Hôtel de ville, ancien prieuré. Tourelle du XVIe siècle. Le bâtiment est inscrit au titre des monuments historiques[59].
- Hôtel de Lafite : hôtel particulier du XVIIe siècle de la famille La Fite de Pelleporc de Gourdas. Le bâtiment est inscrit au titre des monuments historiques[60]. En 2021 musée du Pays rabastinois.
- Hôtel de Rolland : fortin crénelé avec une tour, agrandi en 1575, puis aux XVIIe et XVIIIe siècles. Le bâtiment est inscrit au titre des monuments historiques[61].
- Maison de la place Mont-del-Pa (XVIe siècle). Le bâtiment est inscrit au titre des monuments historiques[62].
- Le monument aux morts. La statue en bronze, œuvre du sculpteur toulousain Henri-Raphaël Moncassin, est inaugurée le 6 mai 1923[63]. Le projet en plâtre du monument, décrit par le sculpteur comme « Le Héros, soldat qui tombe et meurt pour la victoire du droit et de l'humanité » est présenté au Salon des artistes français de 1920[64].
- Le monument à Auger Galhard.
- Hôtel de la Castagne (actuelle école libre Puységur) : ancien hôtel particulier du comte Louis Pierre de Chastenet de Puységur.
- La Halle : ancien marché couvert dans un bâtiment du XIXe siècle reconverti en salle de spectacle et d’exposition gérée par l’Association 7e art pour tous.
- Le pigeonnier, situé à la sortie de la ville, le long de la route de Saurs. Entouré d'un parc, l'endroit est localement appelé le Pigo.
- Immeuble de Toulza, annexe de la mairie.
- Le « banc chômeur » : banc historique situé dans le parc de la place du Pont du Murel, entre la promenade de Constance et la place du Pont du Murel.
- Motte de Saint-Genest. La paroisse est mentionnée en 1120[65].
- Souterrain au lieu-dit la Californie. Le hameau est mentionné en 1259. Le souterrain est situé à environ 200 m de la motte de Saint-Genest, et se compose de galeries plusieurs fois coudées à angle droit, et dont certaines ne débouchent sur aucune salle laissant un caractère d'inachevé[65].

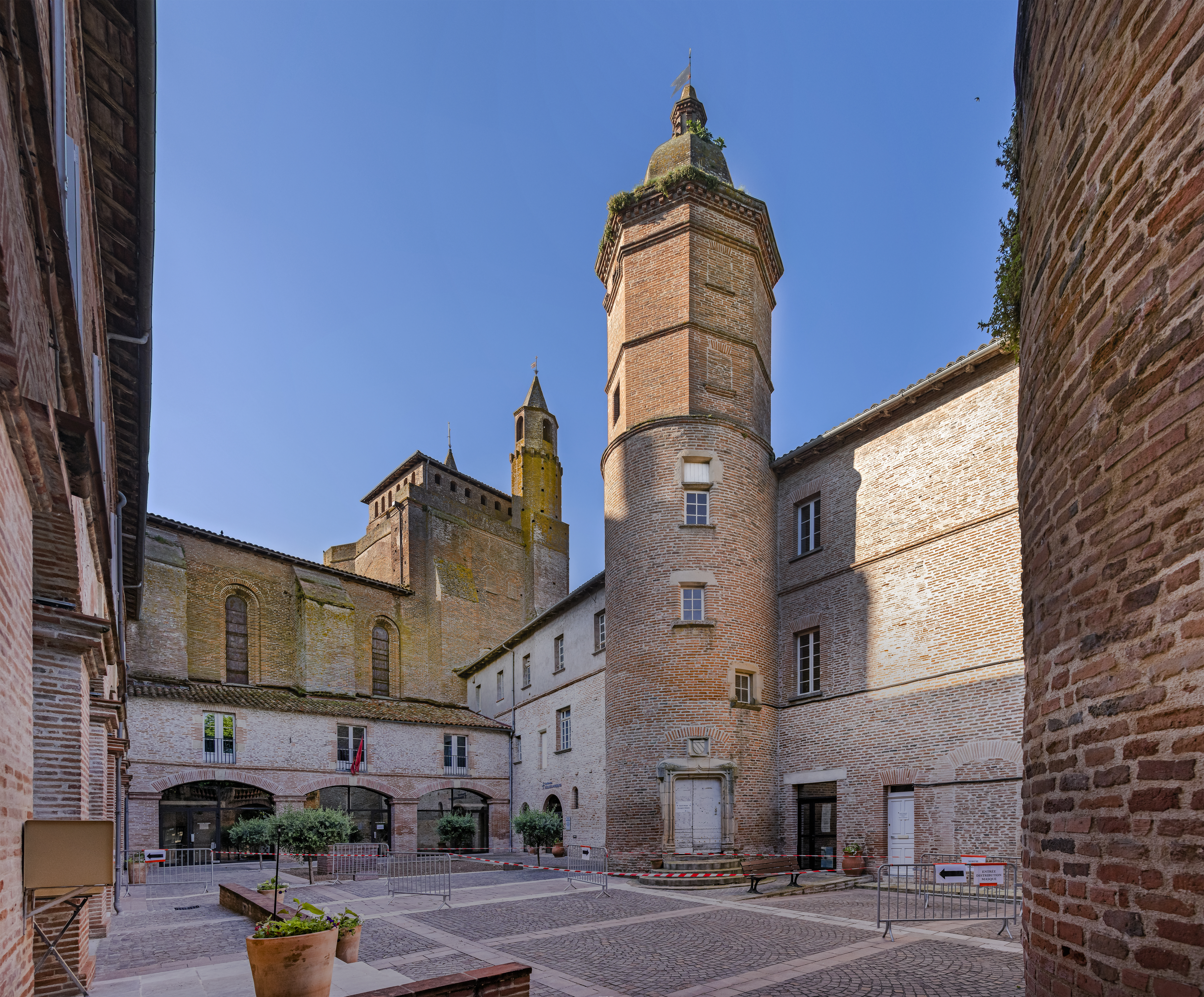
Tourelle du XVIe siècle de l'hôtel de ville.
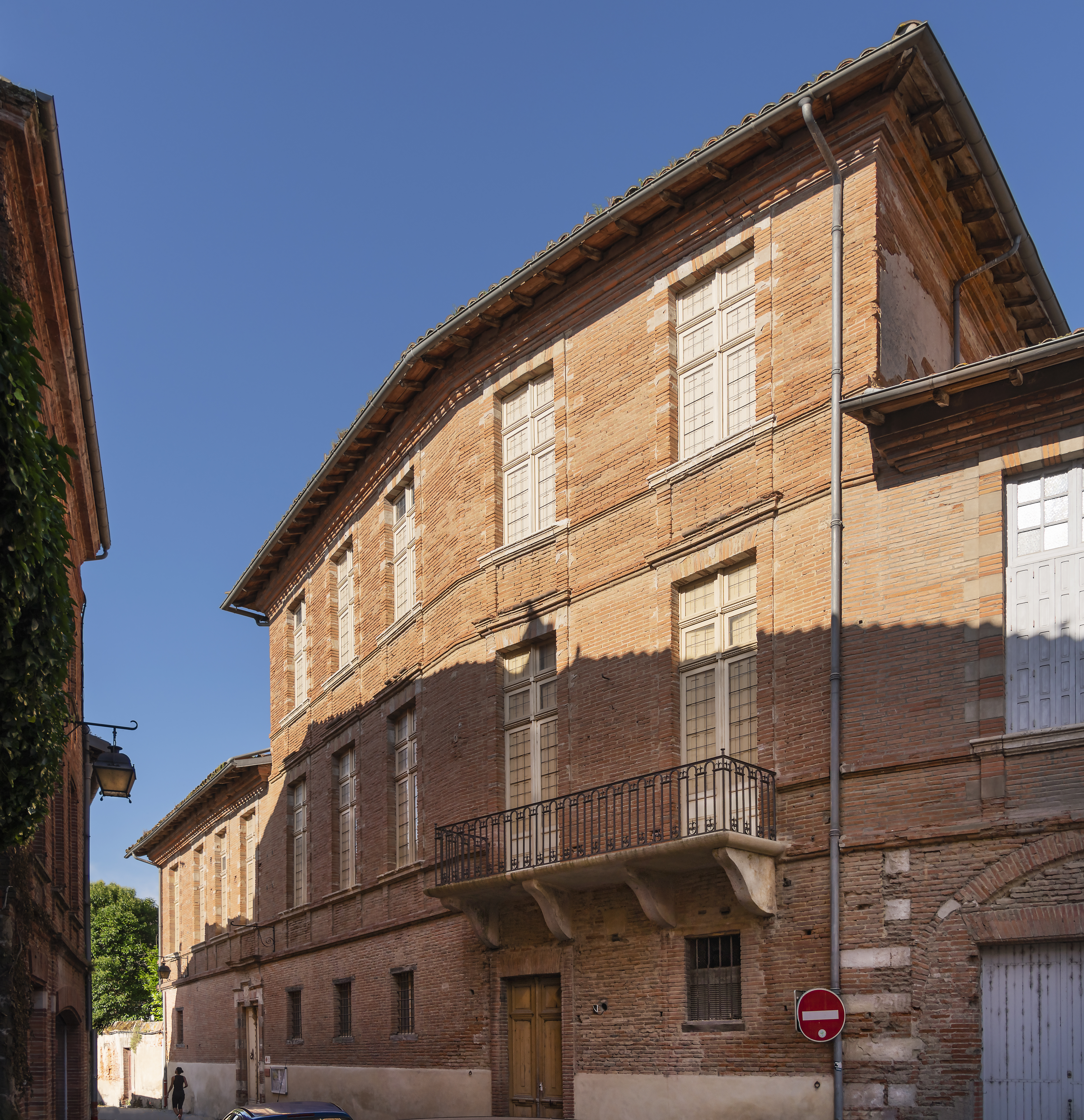
Hôtel de La Fite.
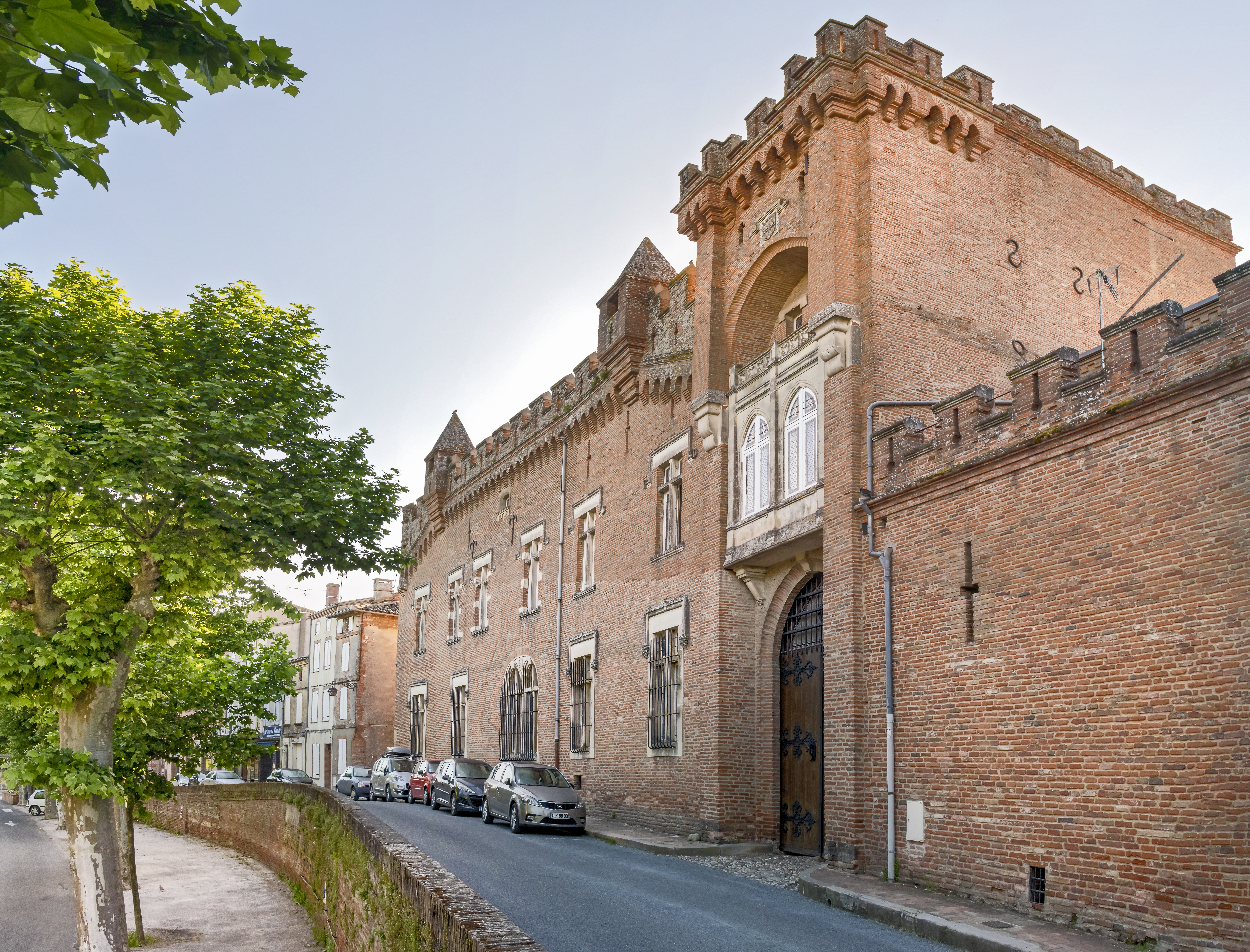
Hôtel de Rolland.
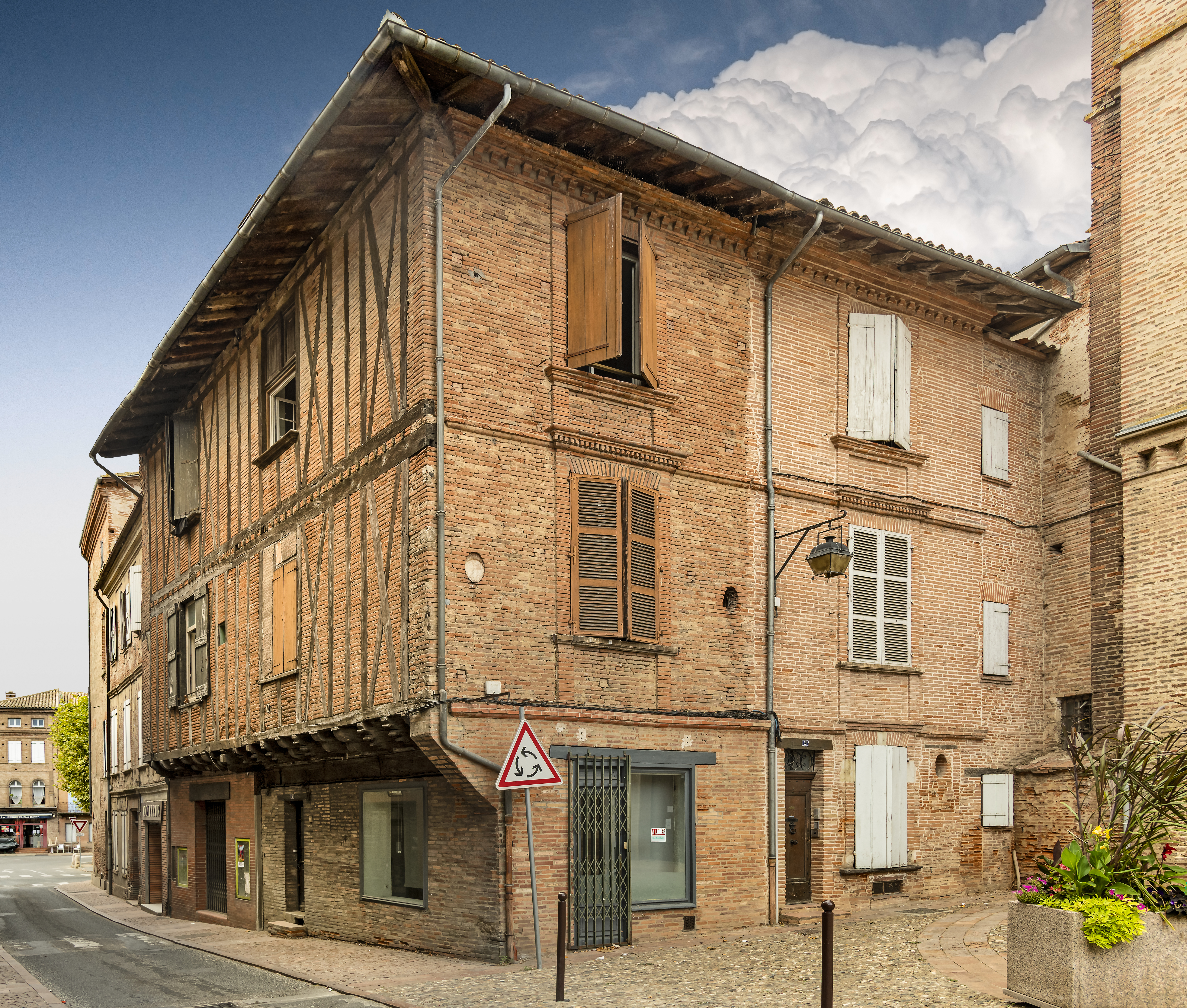
Maison de la place Mont-del-Pa (XVIe siècle).
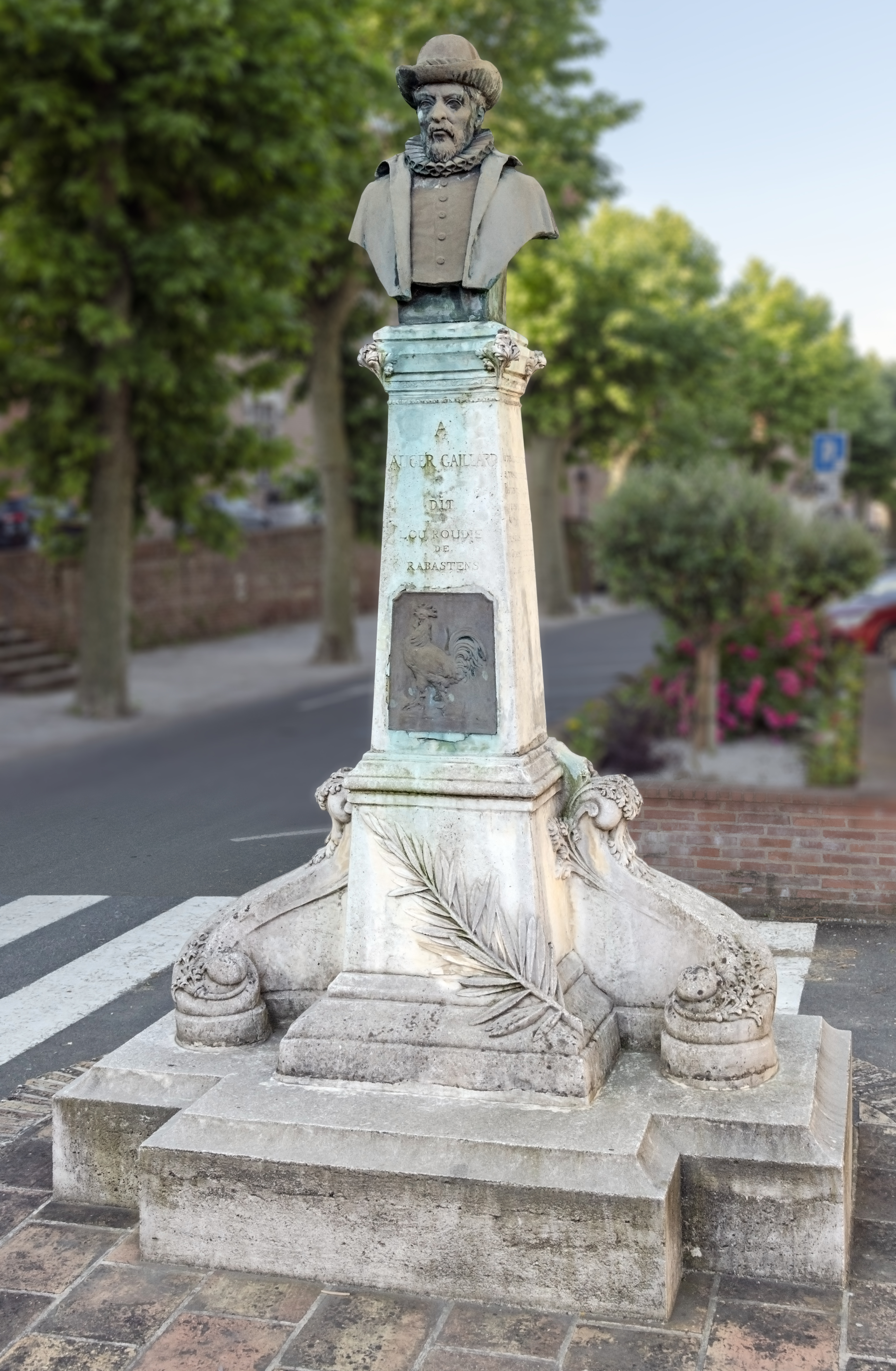
Le monument à Auger Galhard.
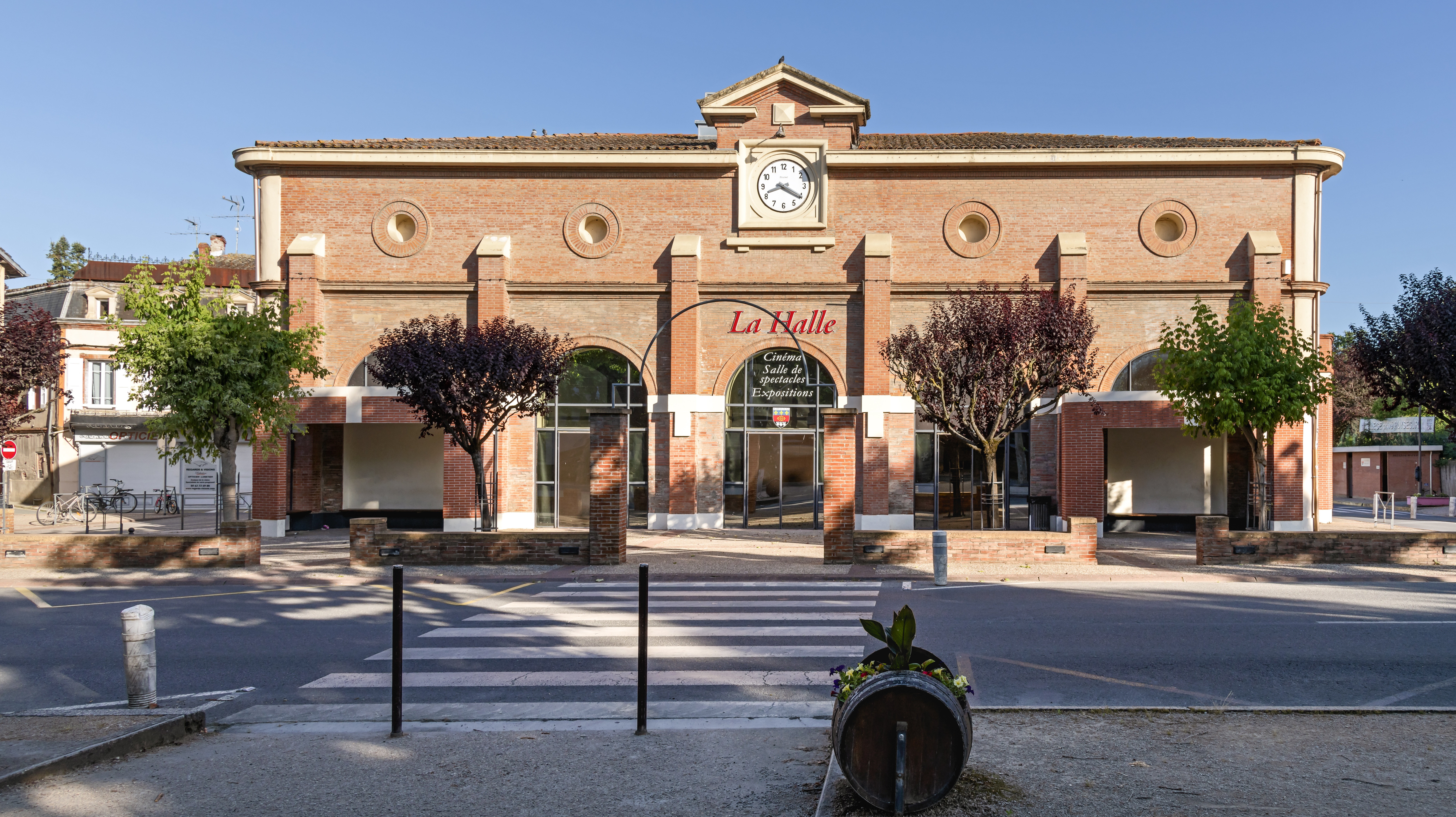
La Halle, salle de spectacle.
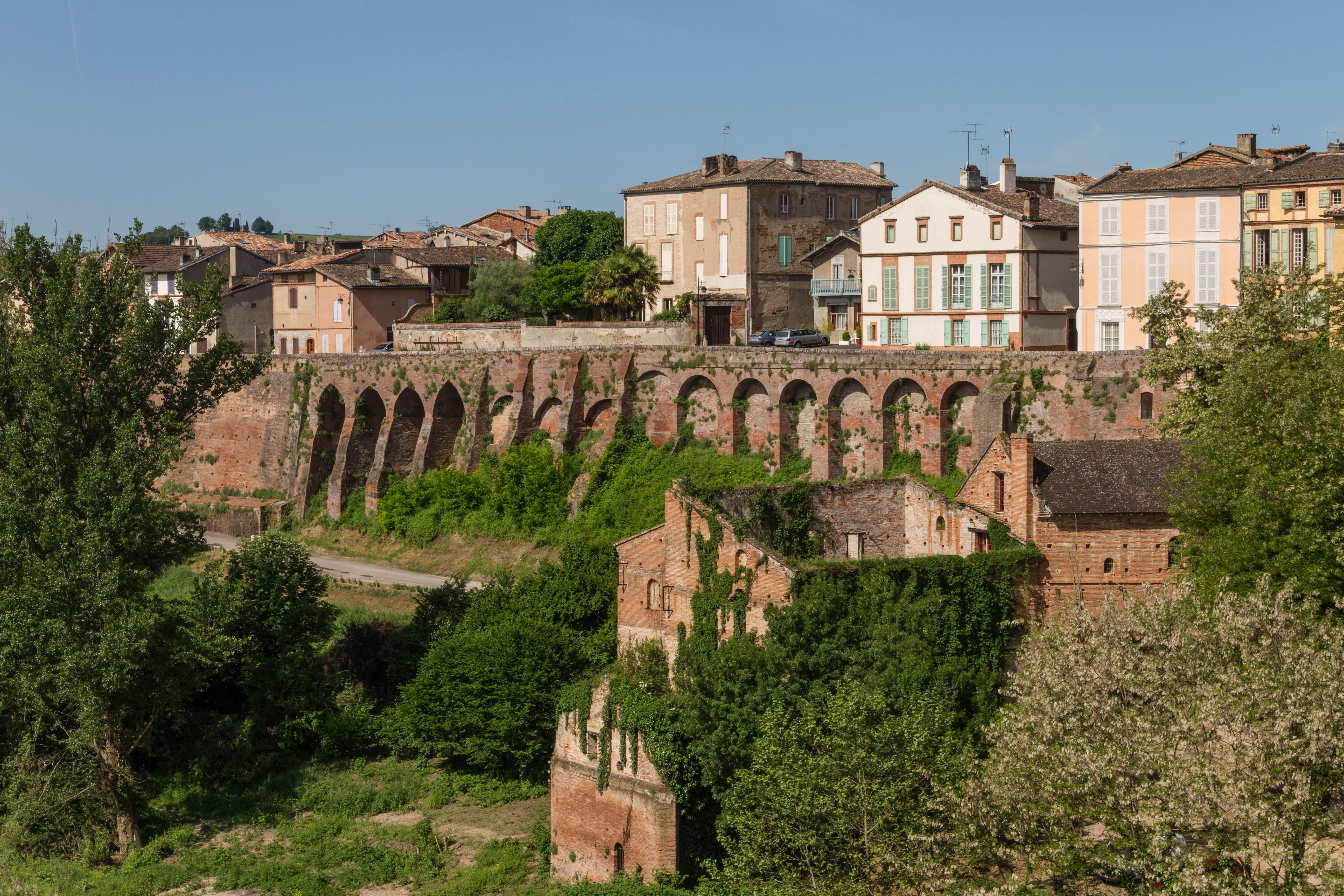
Les remparts.
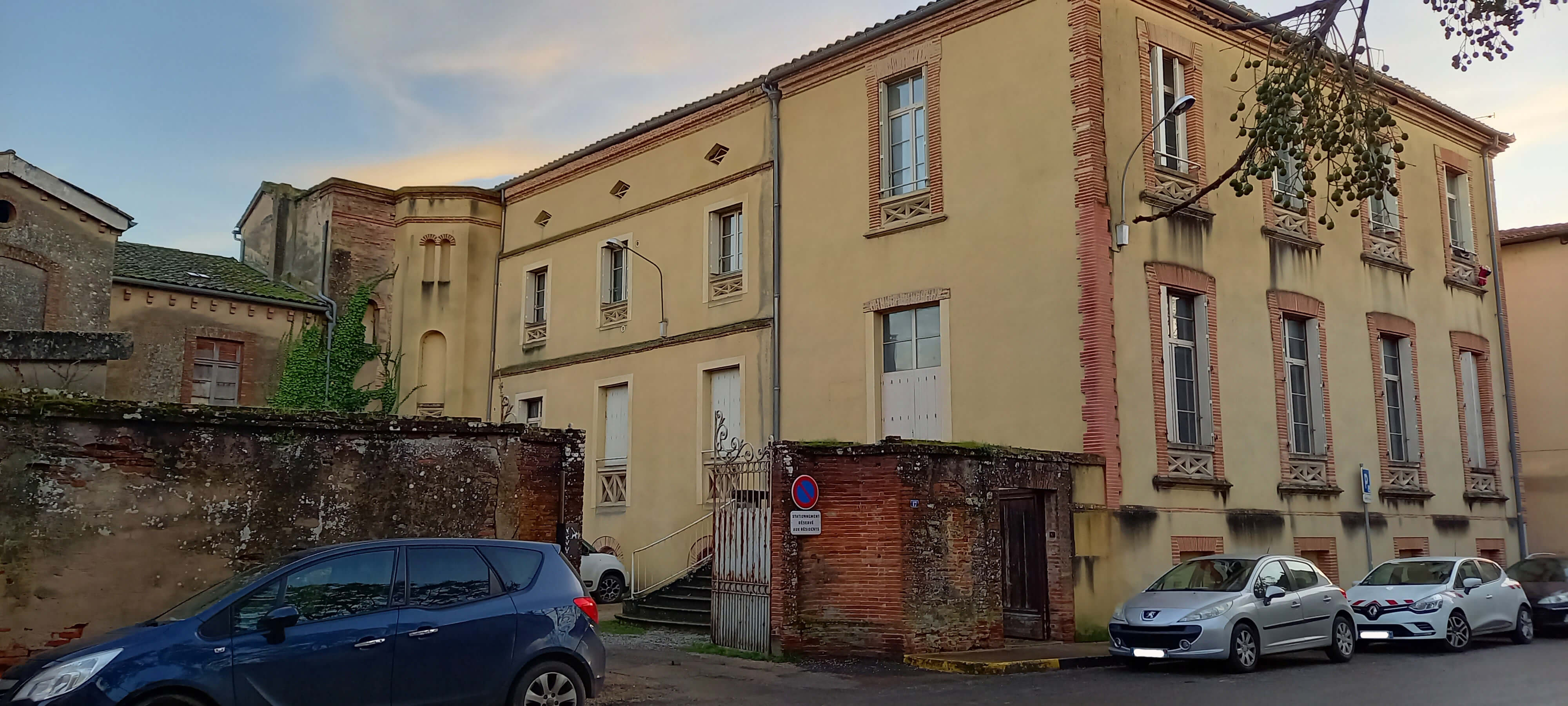
Immeuble de Toulza.

- Le pont de Rabastens, Le pont actuel relie la ville à la commune voisine de Coufouleux. Pont en arc avec tablier supérieur, construit de 1922 à 1924, en maçonnerie et béton armé. Largeur de 7,20 m, pour une longueur des travées de 2 × 55 m et une hauteur de l'arc de 26 m[66].

Avant les années 1920, il existait un pont suspendu dont le peintre Paul Prouho a laissé un tableau conservé au musée du Pays rabastinois.

#### Églises
La commune, vu son étendue, regroupe de nombreuses paroisses de l'ancien régime, avec celles de l'actuelle commune de Grazac, dont certaines ont aujourd'hui disparu.
- Église Notre-Dame-du-Bourg, inscrite au patrimoine mondial de l'UNESCO, halte sur les chemins de pèlerinage de Saint-Jacques-de-Compostelle. Haut lieu du patrimoine jacquaire, l'église renferme des fresques qui illustrent différents épisodes de la vie, réelle ou légendaire, de Jacques le Majeur. L'édifice a été classé au titre des monuments historiques en 1899[67]. De nombreux objets sont référencés dans la base Palissy (voir les notices liées)[67].
- Église Saint-Pierre-des-Blancs (ou des Pénitent-blancs), église construite de 1893 à 1896 à l'emplacement d'une chapelle du XVIIe siècle, appartenant avant la Révolution à la Confrérie des Pénitents Blancs. L'église est désacralisée et elle est maintenant utilisée comme lieu d'expositions. Le portail occidental a été inscrit au titre des monuments historiques en 1960[68]. Plusieurs objets sont référencés dans la base Palissy (voir les notices liées)[68].
- L'église Saint-Jean de Puycheval.
- Église Saint-Georges de Saint-Géry.
- Église Saint-André de Mareux - les Massiers.
- Chapelle de l'école Sainte-Anne de Saint-Géry.
- Chapelle Saint-Médard de Saint-Médard.
- Chapelle Saint-Michel de Rabastens.
- Église Saint-Martin de Guiddal de Rabastens.
- Église Saint-Salvy de Saint-Salvy-de-Belmontet (ou de la Recoste).
- Église Saint-Symphorien de Ladin.
- Église Saint-Pierre de Vertus.
- Église Saint-Pierre de Saint-Caprais.
- Église Saint-Pierre de Raust.
- Église Notre-Dame du château.
- Église Saint-Amans de Pratméja.
- Église Saint-Genest de Lauzefan.
- Église Saint-Jean de Blonac.
- Église Saint-Martin (Saint-Étienne) de Teyssode.
- Église Saint-Martin de Mours.
- Église Saint-Massal (annexe de Raust).
- Église Saint-Robert des Filles.
- Église Saint-Georges de Mézerac.
- Église Notre-Dame de la Recoste.

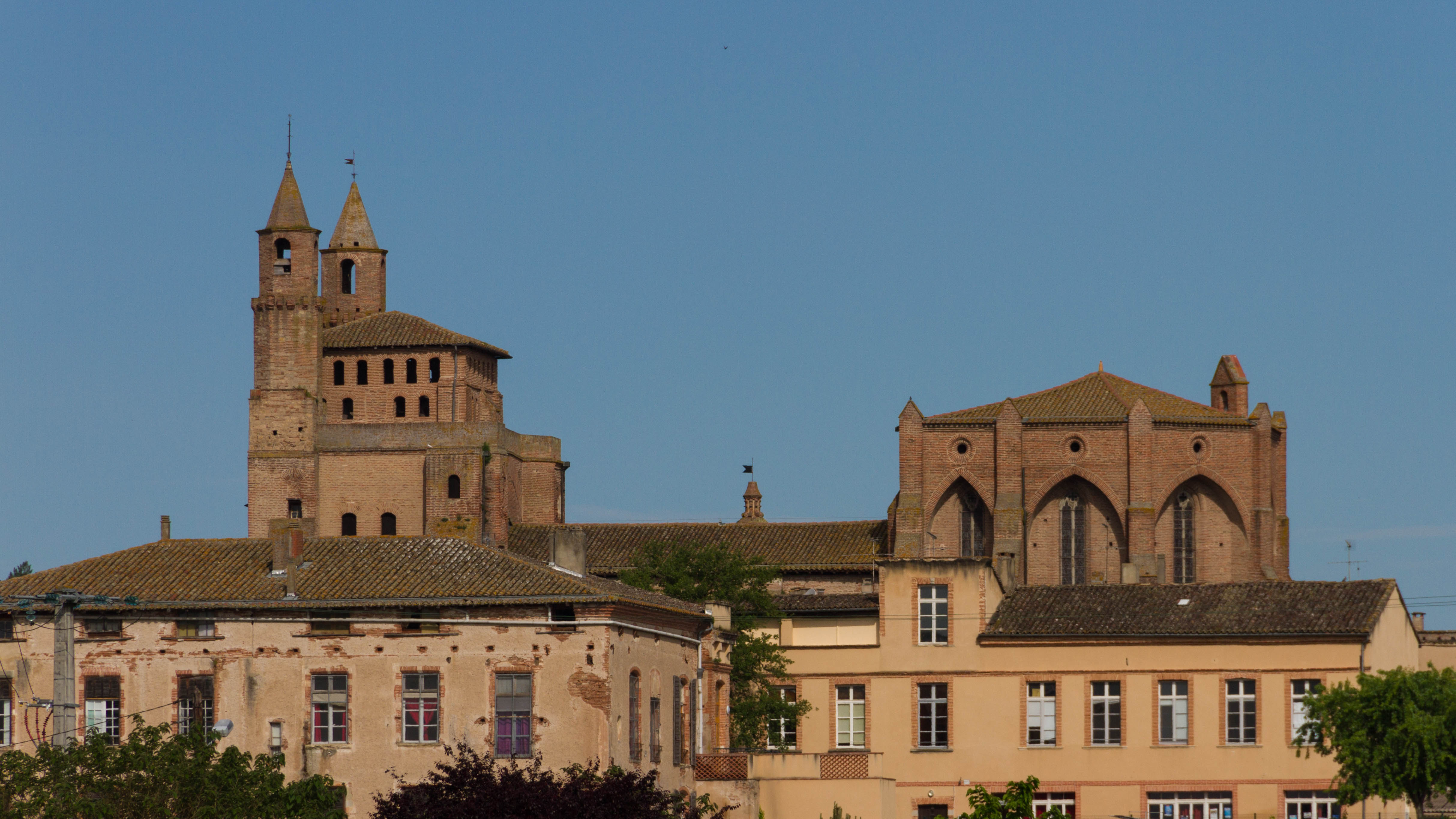
Notre-Dame-du-Bourg.
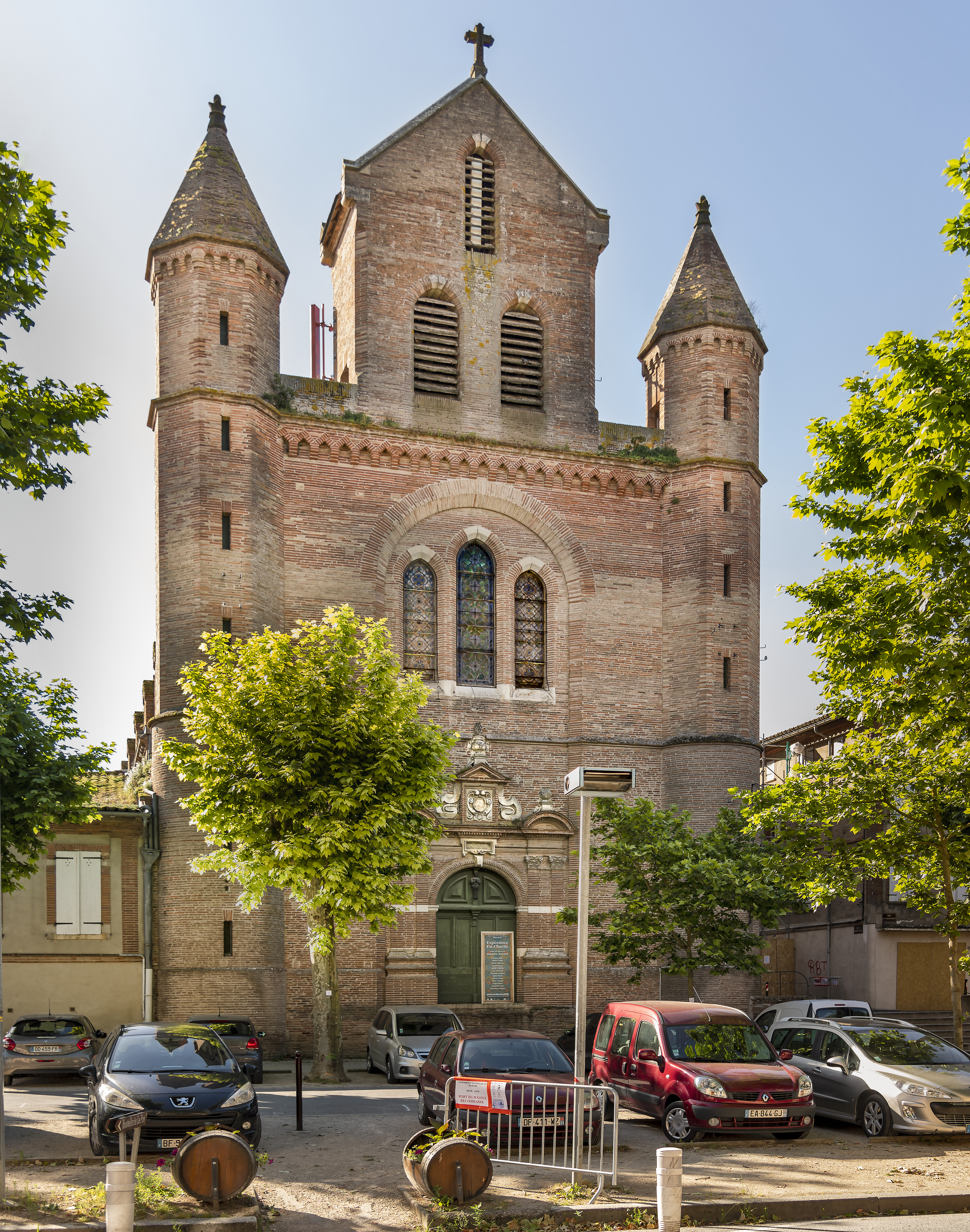
Église Saint-Pierre-des-Blancs, ou des Pénitents-blancs.
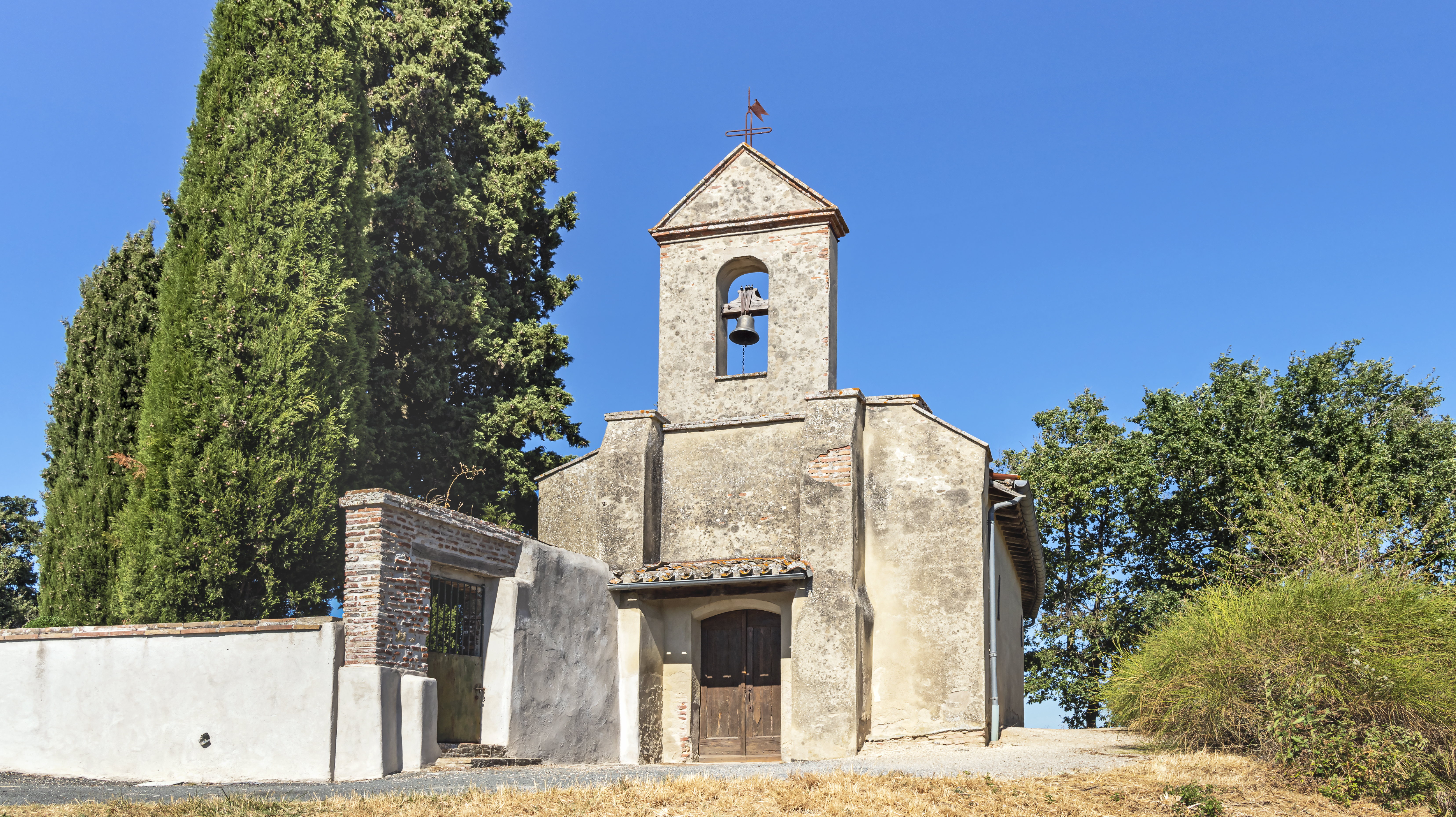
L'église Saint-Jean de Puycheval.

### Personnalités liées à la commune
- Jeanne Bôle, pseudonyme de Marie Léonide Marguerite de Toulza (1848–1918), peintre.
- Luce Boyals (1892–1946), peintre.
- Jean-Auguste de Chastenet de Puysegur, archevêque de Bourges, primat des Aquitaines.
- Barthélémy de Chastenet de Puységur, (1729-1804), Lieutenant Général de l'Infanterie - Gouverneur de Thionville.
- Marie-Jean Hercule de Chastenet de Puységur (1754-1820). Capitaine des garde du corps de Monsieur frère du roi (futur Charles X)
- Pierre-Gaspard-Herculin de Chastenet de Puységur
- Auguste de Puységur député né à Rabastens.
- Louis Pierre de Chastenet de Puységur, ministre de la Guerre.
- Gustave de Clausade, historien, enterré au cimetière de Rabastens.
- Ernest Nègre, historien toponymiste.
- Auger Galhard, poète occitan du XVIe siècle.
- John Joseph Gabriel O'Byrne (Rabastens, 20 février 1878-Bresson, 21 mars 1917), officier de marine français.
- Fleur Geffrier, actrice.
- Paul Gouzy, militaire et homme politique né le 18 mars 1833 à Rabastens (Tarn) et décédé le 25 juin 1919 à Toulouse (Haute-Garonne).
- Jean-Paul Gouzy homme politique né à Rabastens.
- Mezioud Ouldamer (1951-2017), essayiste, a habité la commune une dizaine d'années.
- Paul Prouho (1849-1931), peintre.
- Daniel Revallier, joueur de rugby à XV.
- Howard Chandler Robbins Landon, musicologue américain, est décédé à Rabastens où il vivait.
- Henri de Solages (1786-1832), né à Rabastens, évêque, pionnier des missions à Madagascar[69].
- Émile Wandelmer, ex-chanteur de Gold et chanteur d'Émile et Images, né à Rabastens.
- Paul Neuville (1896-1975), résistant, Compagnon de la Libération, décédé et inhumé à Rabastens.
- Maurice Bonnet photographe décédé à Rabastens.
- Pilfort de Rabastens cardinal né à Rabastens.
- Pierre Davantès l'aîné musicien né à Rabastens.
- Pelfort de Rabastens seigneur de Rabastens.
- Ernest Malric né à Rabastens.
- Pierre François Gilbert Castella général de la révolution et de l’Empire né à Rabastens.
- Jean Jacques Augustin Rey de Saint-Géry
- John Joseph Gabriel O'Byrne
- Jeanne Darroux de La Serre, née le 7 juillet 1751 à Rabastens, décédée le 1er mai 1813 à Rabastens, épouse de Charles Joseph Constantin de Toulouse-Lautrec (1734-1800).

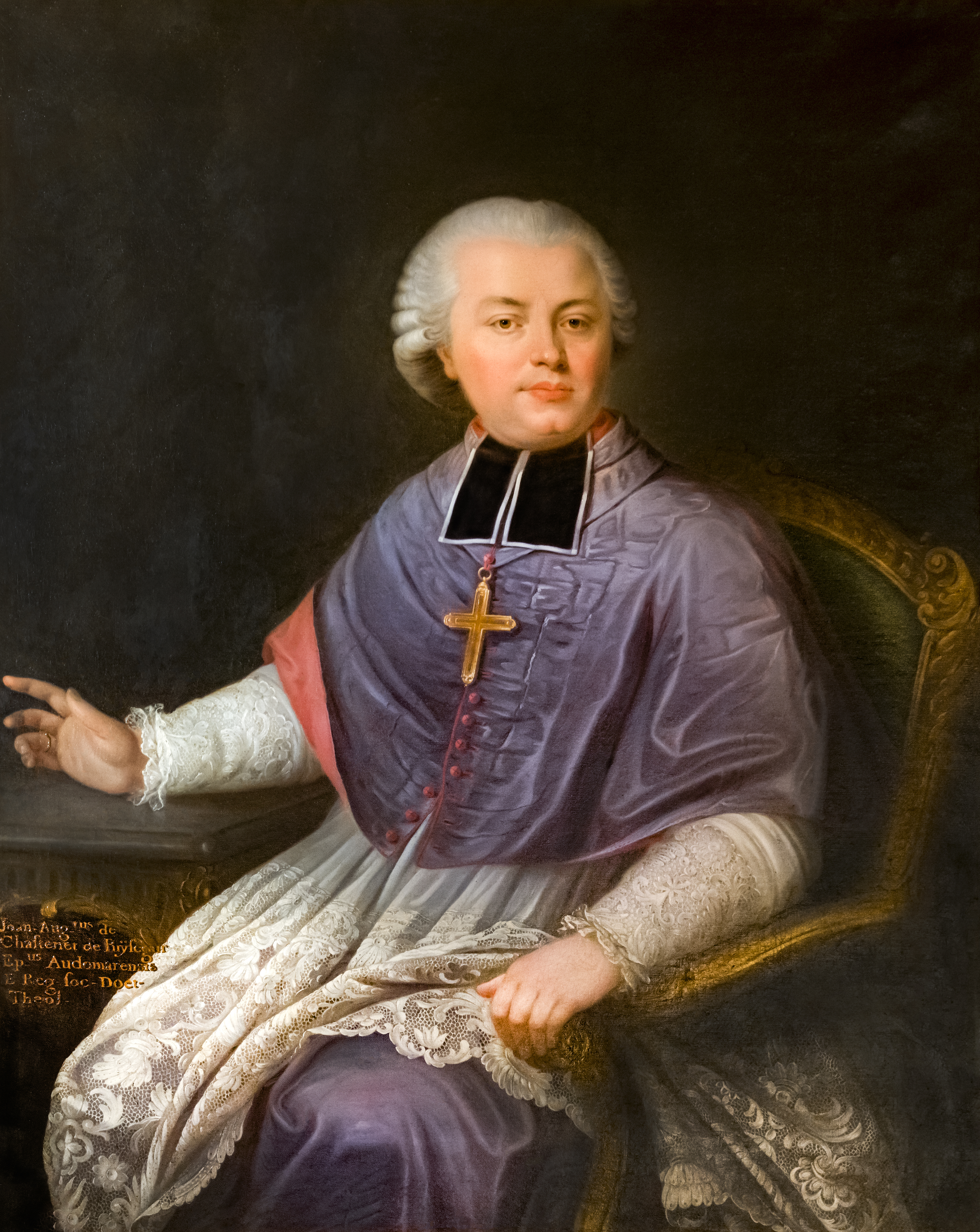
Anonyme, Portrait de Jean Auguste de Chastenet de Puységur (1780), Rabastens, musée du Pays rabastinois.
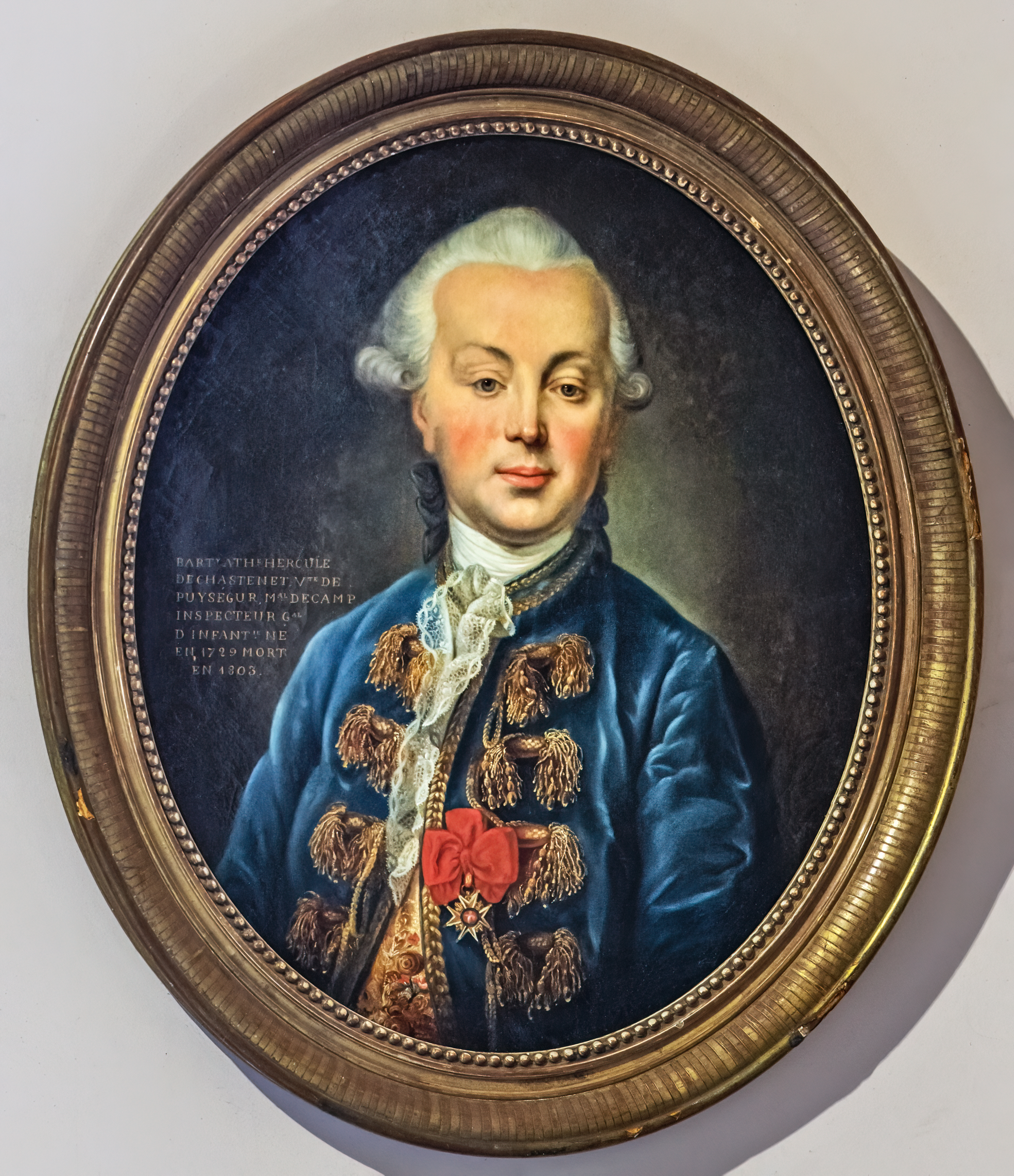
Barthélémy de Puységur; Rabastens, musée du Pays rabastinois.
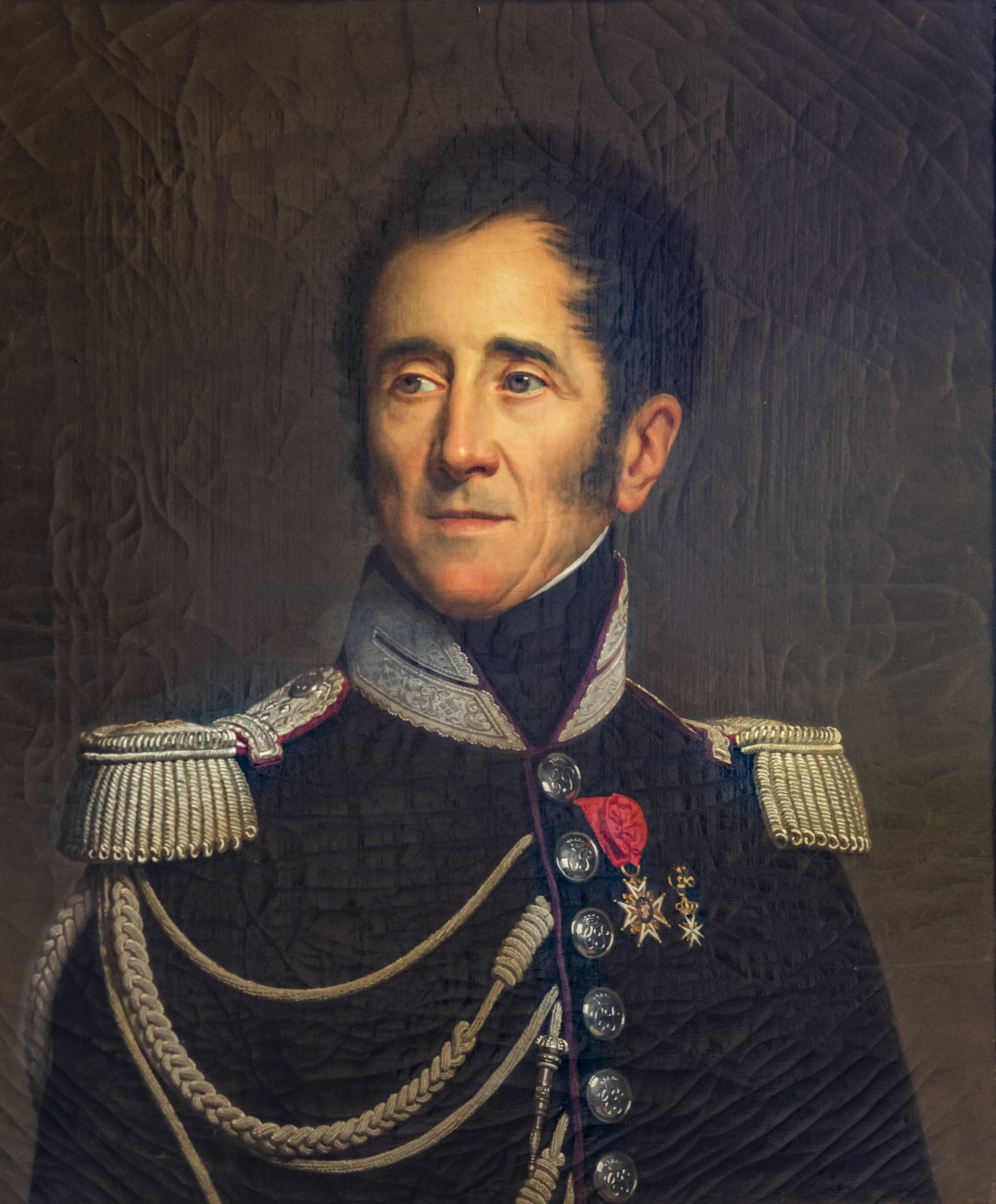
Marie-Jean Hercule de Chastenet de Puységur; Rabastens, musée du Pays rabastinois.
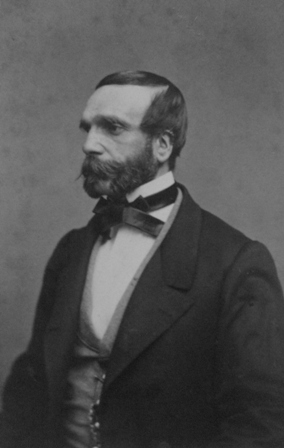
Gustave de Clausade, photographie anonyme non sourcée.
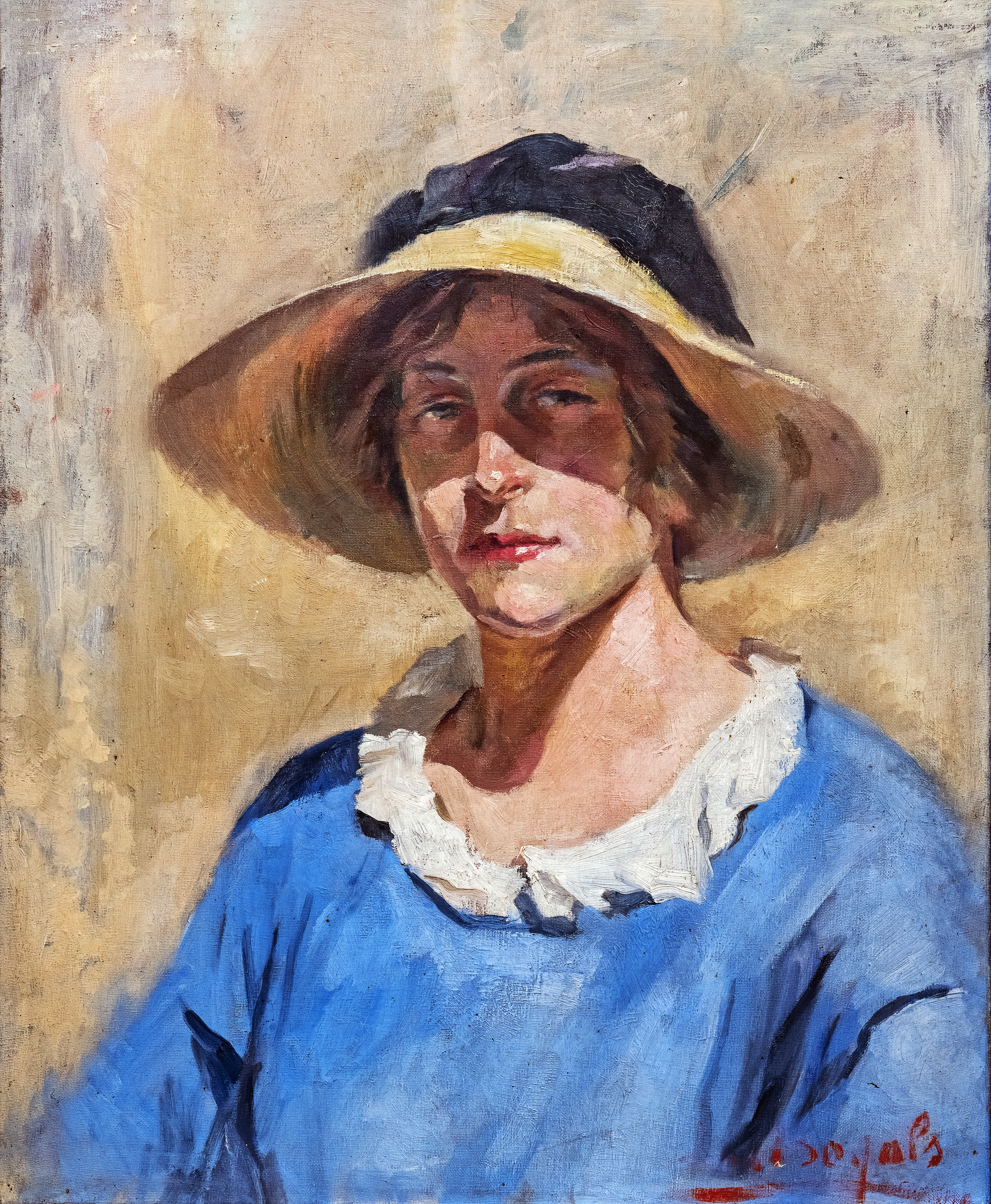
Luce Boyals, Autoportrait au chapeau de paille, Rabastens, musée du Pays rabastinois.

### Expression
L'expression « Se perdre entre Gaillac et Rabastens » est utilisée dans le Sud-Ouest de la France pour désigner l’état d’ébriété d’une personne[réf. nécessaire].

## Pour approfondir